# タツ (AV男優)
タツ（1988年4月20日 - ）は、日本のAV男優。

## 人物
- AV男優としてのデビューは20歳。
- 趣味はサッカー、フットサル、ネットゲーム[1]。
- インターネットで「ザーメンの量と飛距離がスゴイ男優」と評判になっていた[2]。
- 代表作は、「Teen Hunt」シリーズ（桃太郎映像出版）、「ゲスの極み映像」シリーズ（プレステージ）、「ハメ撮りしちゃいました。」シリーズ(S-Cute)。
- トレードマークは、目を隠すほどの長い前髪と歯並びの悪い前歯と左耳のピアス。
- キラーフレーズは、女の子を引き寄せる優しい口調の「おいで」。
- ウィークポイントはくすぐりに弱いこと。Tシャツは基本的にVネックで、マフラーを掛けたりネクタイをしっかり締めることが出来ないほどの極度のくすぐったがり。その影響で他人にボディタッチや間合いを詰められると一瞬ビクッとなること。
- 口癖は、女の子の意見に同調する軽い口調の「そうね」と、ガードを緩ませようとするチャラい枕言葉の「ワンチャン」と、間合いが迫ってる女の子を制する「近っ!」。
- 得意技は、硬く尖った舌と細長い指で行う優しい愛撫と、いじわるでキスしようとする女の子の顔を避けて少し怒らせることと、AV女優の仕事スイッチを一瞬OFFにして純粋に女性としての内面から発する表情を引き出すこと。

## 出演作品

### 【アキノリ】
- FSET-651 妻の目を盗んで誘惑してくる嫁の友達とやっちゃった俺
- FSET-666 体操歴15年!!　全日○選手権にも出場した体操選手　江上しほ
- FSET-690 近所の高校に通うJKの携帯動画
- FSET-693 ビジネスホテルのマッサージ師の胸チラで股間が反応してしまった俺8
- FSET-694 患者さんの心のケアと性ケアも行う看護学校
- FSET-716 挨拶はディープキスが当たり前!日本国民ベロチュウ記念日
- FSET-720 兄嫁「絶対挿れちゃ駄目よ!」火がついちゃったお義姉さんと何度も生中出しセックス!
- FSET-727 生脚より卑猥!都立アミタイツ学園
- FSET-731 【ゲス勃起】親友の彼女をハメ撮りNTRばれないように撮影したSEX投稿ビデオ
- FSET-735 彼氏と電話している彼女をNTR………まさか自分の彼女が電話の向こうで男のチンチンをシゴいているとは…2
- FSET-737 働く綺麗なお姉さんにいきなり痴女られちゃった俺
- FSET-739 絶対に手を出してはいけない相手を夜這いしちゃった俺10 SPECIAL
- FSET-742 進学塾の美人講師の腋に発情してしまった俺3
- FSET-747 まさかの乳首テロ勃発!働く美女にいきなり乳首責めされちゃった俺
- FSET-748 野ションを目撃されてプリプリお尻を大公開したままハメられた女子○生2
- FSET-762 【緊張興奮】今から上司をハメ撮りします。
- FSET-767 ビジネスホテルのマッサージ師の胸チラで股間が反応してしまった俺9
- FSET-769 終電がなくなりちょっと綺麗めの上司の家に泊まることに…メイクを落としたすっぴん顔が幼くまさに俺好みの顔だった!
- FSET-770 修学旅行の女部屋で先生から隠れるために可愛い女子と密着興奮バレないようにやっちゃった俺
- FSET-776 【ゲス勃起】親友の彼女をハメ撮りNTRばれないように撮影したSEX投稿ビデオ2
- FSET-784 揉みしだきたい巨乳ニットの女たち
- FSET-791 働く綺麗なお姉さんにいきなり痴女られちゃった俺2
- MANE-033 完全M男化　放課後生活夕方から行われる秘密の調教　向井藍
- MANE-034 ド・M性感フェチ倶楽部～罵倒・拘束・乳首責めでM男君に最高の射精をお約束いたします～　葵百合香
- FSET-820 女子大生の日常生活を覗いてごらん
- FSET-822 【自宅密会】車庫不倫する俺の嫁
- FSET-823 「本当はSEXしたいのに…」これが女のリアルな心情!口には出せない心の声あなただけに聞こえてくる
- FSET-826 見た目が真面目そうなメガネ女子ほどチ○コを目の前にすると豹変する変態女
- FSET-831 J■のムチムチした黒パンスト姿に発情してしまった俺2
- FSET-838 胸チラに気付かず働く美人店員
- FSET-851 温泉に来た巨乳女子を強制混浴！逃げられない水面下で身体をまさぐられ続け人前で感じてしまうムッツリ女子を
- FSET-855 文化部女子は押しに弱くて意外と巨乳!?学校内でも断りきれずエッチしっちゃって気持ちイイことに夢中になっちゃうww
- FSET-857 職業体験で知り合ったお姉さんに童貞を捧げた俺
- FSET-866 A今日の女神！ 文武両道の女の子は性も一級品！ 華道部 るか 稲場るか
- FSET-868 職業体験で知り合ったお姉さんに童貞を捧げた俺2 -

### 【アトム】
- ATOM-283 オッパイもパンツも丸覗き!素人限定!目指せ高額賞金!目隠しコスプレ早着替えゲーム
- ATOM-288 素人限定!ぷるるん巨乳で高額賞金を釣り上げろ!おっぱいフィッシングゲーム
- ATOM-298 一般女性に高額賞金モニタリング街行く若妻が見知らぬイケメン男子と2人きりでミッションチャレンジ!
- ATOM-320 パンチラ&ポロリてんこ盛り!素人女子○生限定!目指せ!賞金100万円!ツイ○ター野球拳2
- ATOM-329 パンチラ&ポロリの連続!目指せ!賞金100万円!ミニスカ女子限定!エロかるた野球拳
- ATOM-336 素人どっきり!スケベイタズラ大作戦12連発!!
- ATOM-352 水着が溶けてポロリ確定!マンチラ必至!どさくさ紛れにヌルっと挿入!?素人限定!溶ける水着でぬるぬるソープ体験!
- ATOM-378 目指せ!賞金100万円!リモバイブルブル!電流イヤイヤ棒
- ATOM-381 ポロリ連発!素人限定!マイクロビキニでランニングクイズ

### 【アパッチ】
- AP-303 満員電車で密着した部下の手が偶然、私の胸に!………満員電車にも関わらず部下を犯してしまいました。
- AP-333 家の中で常に機会を伺っていた強姦魔
- AP-340 若妻ベランダ痴漢
- AP-360 ボクをバカにするクラスの巨乳女子の生着替えを盗撮!………脅していいなりにさせてハメまくり！最後は中出しまでしてヤリました!
- AP-373 絶倫少年連続中出し近親相姦
- AP-379 童貞強奪!拘束騎乗位中出し!
- AP-384 駐輪場で拘束され固定媚薬バイブで放置イキしながら助けを求める女子校生を犯さずにいられますか?
- AP-388 旦那が居ぬ間の半日凌辱!
- AP-394 拘束固定媚薬バイブ
- AP-397 媚薬「絶倫化」AVモニタリング中出し痴漢
- AP-411 若妻健康診断中出し痴漢
- AP-412 社員旅行でハメをはずし過ぎて泥酔した巨乳女子社員を痴漢して中出ししちゃったビデオ
- AP-414 家の中で常に機会を伺っていた強姦魔3
- AP-415 借金返済W中出し親子丼輪姦
- AP-425 クラスでイケてた女子たちを宅飲み同窓会で無理矢理泥酔させてみんなで中出ししちゃった痴漢ビデオ
- AP-448 都会から温泉旅行にやってきた浮かれ気分の巨乳美人若妻をナンパして………元気チ○ポでハメまくってヤリました!
- AP-462 12痴漢連盟3
- AP-469 公衆便所美人トイレ清掃員膣内放尿中出し痴漢
- AP-471 宙に浮くほどのエンドレスハードピストン拘束中出し痴漢　家政婦Ver.
- AP-473 女子校生出張オイルマッサージ本番面接講習
- AP-497 12痴漢連盟4
- AP-498 連続ぶっかけ本屋中出し痴漢
- AP-522 駐車場巨乳着衣ローションぶっかけ痴漢
- AP-528 学習塾エレベーター制服切り裂き痴漢
- AP-534 12痴漢連盟5
- AP-535 媚薬で淫乱化!人妻OL男性社員追いかけ回し連続中出し強要逆痴漢
- AP-567 まんぐりパンティぶっかけ本屋痴漢2
- AP-578 突然のゲリラ豪雨で雨宿りのために入ったラブホテルでずぶ濡れになった同僚女子社員
- AP-583 美乳ねっとり揉みしだき中出し本屋痴漢
- AP-585 新作撮り下ろし!被害者10人!痴漢プレミアム巨乳OL編
- AP-596 一軒家追いかけ回し連続中出し痴漢
- AP-603 まんぐりパンティぶっかけ本屋痴漢3
- AP-609 駐輪場まんぐりパンツ内大量射精痴漢
- AP-614 同窓会　川の字泥酔痴漢
- AP-615 12痴漢連盟7
- AP-625 全て新作撮り下ろし!パンツ内大量射精痴漢6　被害者11人SP!
- AP-628 タイムリミットは母親が帰ってくるまでの1時間!一軒家かくれんぼ絶倫義兄の魔の手から逃れろ!!
- AP-629 若妻スカート巾着固定電マ痴漢
- AP-643 ファミレスで長時間勉強しているメガネ女子をテーブル下の電気アンマ痴漢でイカセつづけろ!!
- AP-648 厳選!新作撮り下ろし!痴漢感謝祭第2弾『OL』被害者15人SP!
- AP-650 ドラレコ寝取り痴漢
- AP-652 厳選!新作撮り下ろし!痴漢感謝祭第3弾『女子○生』被害者15人SP!
- AP-655 厳選!新作撮り下ろし!痴漢感謝祭第4弾『巨乳』被害者15人SP!
- AP-658 厳選!新作撮り下ろし!痴漢感謝祭第5弾　被害者超拡大!!被害者超増量!20人SP!
- AP-659 女子寮潜入!!二段ベッドｘ3=6人同時多発中出し痴漢
- AP-667 新作撮り下ろし!2作品同時収録!(1)仲良し一家強制近親相姦(2)スッピンのままで遅刻出勤してきた新人OLをパワハラ全開でセクハラしまくって感じさせろ!
- AP-670 たまり場に同級生を連れ込んでハードピストン激イキ193回!痙攣5000回!!イキ潮30000cc痴漢
- AP-672 オイルエステ体験　仲良し母娘同時エビ反りイキ地獄!
- AP-677 母娘強制イラマでえずき汁付きチ○ポ強制挿入!自宅を強襲して母娘イラマチオ!
- AP-678 自宅を占拠され抵抗するのをあきらめた女は暴れないし、叫ばないし、泣きもしない!
- AP-682 壁ドン押さえつけ対面素股パンツ内大量射精痴漢からの精液まみれチ○ポ生挿入中出し痴漢2　被害拡大!1人増量!!
- AP-683 敏感乳首こねくり回し羞恥スパリゾート痴漢
- AP-685 新人OL土下座謝罪ピタパン尻　即挿入&イラマチオ地獄
- AP-691 強制近親相姦　目の前で大勢の男たちに輪姦される娘を見るか?それとも父親である自分が娘を犯すか?どっちか選べ!!
- AP-695 乳首こねくり回し混浴温泉痴漢
- AP-698 終電泥酔娘中出し電車痴漢
- AP-700 いじめっ子女子○生　廃墟追いかけ回し復讐中出し!
- AP-703 オフィスOL追いかけ回し中出し痴漢
- AP-708 全身ドロドロ汁だくザーメン痴漢
- AP-712 パワハラ女上司に復讐輪姦!パワハラ女上司に睡眠薬を飲ませて若手男性社員がヤリまくり!
- AP-724 父親に復讐ビデオレター！巨乳義母喉奥媚薬イラマ
- AP-726 玄関開けたら即媚薬！！拘束媚薬漬けにして何度も何度も犯しちゃいました！
- AP-730 自宅を占拠され抵抗するのをあきらめた女は暴れないし、叫ばないし、泣きもしない！ただひたすら早く終わってくれと願い、朝から晩までほぼ24時間…2
- AP-734 温泉旅館巨尻ノーパン土下座悪質クレーム痴●
- AP-735 川の字義母NTR 川の字で寝ている義母の敏感な乳首をいじくり回して父親の横で義母を寝取って中出し！
- AP-736 ボクの可愛い妹を売ります。小さい頃からずっとボクのいいなりの妹をこれから犯しに行ってきます…
- AP-738 残業で女子社員だけになった深夜のオフィスを占拠！朝まで地獄の屈辱絶望輪●
- AP-741 校舎内の階段を勝手に立ち入り禁止！助けを求めることもできず体液まみれでイカされ続けた気弱女子○生
- AP-749 ライブチャットでエロ生配信やってるマスク少女の自宅に押し入り生配信中にいきなり襲って生ハメ！そのまま中出し！生配信！
- AP-751 「彼氏なんて作っちゃダメだろ？ボクというお兄ちゃんがいるんだから…」眠る妹にベッド拘束強●性教育
- AP-752 気弱なパチンコ女性店員バックヤード連日セクハラ
- AP-754 ジャージ＆メガネの地味マネージャーのエロ可愛い下着にギャップ萌えフル勃起！メガネで地味なマネージャーの着替えを偶然見てしまったボク！…
- AP-764 うるさい女上司を鬼イラマチオで黙らせろ！自分のミスは部下のもの！部下の手柄は自分のもの！ムカつく女上司に我慢の限界！ギンギンのデカチンを…
- AP-765 気の弱い女事務員は仕事終わりの土木作業員から来る日も来る日も毎日セクハラされ続けても、何も言えない…
- AP-771 玄関開けたら即イラマ！！突撃イラマ10人隊！！女子●生編

### 【ヴィーナス】
- VENU-722 親族相姦　きれいな叔母さん　香椎りあ
- VAGU-189 近親相姦中出しソープ　初めての熟女風俗、指名したら母ちゃんだった　君島みお
- VAGU-191 近親相姦中出しソープ　初めての熟女風俗、指名したら母ちゃんだった　風間リナ
- VENU-796 突然押しかけてきた嫁の姉さんに抜かれっぱなしの1泊2日　江藤侑里
- VENU-847 ぷるるん巨乳で早漏息子を徹底射精管理するフェロモン母のおっぱい激揺れ騎乗位　春菜はな
- VENU-852 突然押しかけてきた嫁の姉さんに抜かれっぱなしの1泊2日　牧村彩香

### 【S-Cute】
- SQTE-058 友達とエッチしっちゃた話
- SQTE-062 職場を抜け出して、秘密のH
- SQTE-064 149cmの恋　小柄なロリ美少女のSEX事情
- SQTE-068 巨乳美人とちっぱいロリ
- SQTE-069 二人きりの夏休み　有本紗世
- SQTE-076 今日、処女を卒業します。　メグミ
- SQTE-077 放課後エッチなクラブ活動
- SQTE-078 胸いっぱいの愛情やわらかオッパイ美少女のSEX事情
- SQTE-081 エロ過ぎるカラダの女の子
- SQTE-084 エッチに照れまくる姿が可愛い過ぎる女の子
- SQTE-086 告白　紺野ひかる
- SQTE-087 心を重ねる愛情いっぱいのSEX
- SQTE-090 制服美少女のエッチな放課後
- SQTE-096 淫行おねだりお嬢様
- SQTE-099 敏感な美少女のエッチな日常
- SQTE-100 快感に酔いしれる美女
- SQTE-103 キレイ過ぎるエッチな天使のSEX事情
- SQTE-104 はつ恋みたいなSEX
- SQTE-106 パイパンロリ美少女のエッチな日常
- SQTE-108 特別な日の、格別なSEXこんな服装でエッチしちゃった話
- SQTE-110 抱き心地最高すぎる美少女のSEX事情
- SQTE-114 おねだり美少女のエッチなご奉仕
- SQTE-115 酔って、甘えて、SEX
- SQTE-116 清純美少女のエッチな日常
- SQTE-117 大好き。
- SQTE-118 キスからスケベな純情ロリ美少女
- SQTE-119 「恥ずかしい」は、もういらない。清楚娘がホンキで感じるSEX
- SQTE-120 愛情いっぱいの湯上がりセックス
- SQTE-121 恥ずかしいのにちゃんと気持ち良くてごめんなさい。恥じらい美少女のSEX事情
- SQTE-122 清純美少女のエッチなお誘い
- SQTE-124 可愛いOLのイケナイSEX事情　お仕事中にSEXしちゃう私は不謹慎ですか？
- SQTE-126 気持ちいいSEXならイクらでも。おねだり上手な眩しすぎる身体
- SQTE-128 おっぱいだけが魅力じゃないもん
- SQTE-129 恥ずかしくてもカラダは素直すぎるウブ美少女
- SQTE-130 149cmの快感　小柄なロリ美少女の背伸びエッチ
- SQTE-131 淫らな私に恋してください
- SQTE-132 やさしく抱いてくれますか？ピュアな美少女の甘いエッチ体験
- SQTE-133 つややか美人のエッチな誘惑
- SQTE-134 おりこうなカラダ快感に溺れる美少女のSEX事情
- SQTE-136 好きだから濡れちゃう。ハニカミ美少女のドキドキ愛情SEX
- SQTE-139 だって、エッチがしたいんだもん。おねだり美少女の愛情SEX
- SQTE-142 恥じらい美少女の恋するえっち
- SQTE-143 清楚に見えてスケベなイマドキ美人のSEX事情
- SQTE-144 もう無垢な私には戻れない。ちょっぴり大人なエッチ体験
- SQTE-145 今日、エッチな自分に正直になります
- SQTE-147 汚れを知らないピュア美少女のエッチな日常
- SQTE-149 おっぱいの綺麗な人は、エッチな人が多いって本当ですか？
- SQTE-152 こんな美少女に、こんなことしたら背徳感がいっぱい。
- SQTE-154 恥ずかしいのに濡れすぎちゃう女の子
- SQTE-155 カラダごと恋に落ちるSEX
- SQTE-156 気持ちいいことがやめられない　どすけべロリ美少女
- SQTE-159 大好きなカノジョをハメ撮りしちゃいました。
- SQTE-161 ハニカミ美少女のSEX事情
- SQTE-162 エッチな恋はダメですか？ショートカットがかわいい美少女のSEX事情
- SQTE-163 真面目なフリをしてました。純情美少女のエッチな告白
- SQTE-164 肌が綺麗な人ってSEX上手って本当ですか？
- SQTE-166 大好きなカノジョをハメ撮りしちゃいました。
- SQTE-167 純情ロリっ子の恥じらいSEX
- SQTE-168 恥ずかしいけど、イケナイことしてるって思うと、興奮しちゃうんです
- SQTE-170 あどけなさ残る美少女と、ぬくもり感じる胸キュンSEX
- SQTE-171 思わず笑みがこぼれるラブラブエッチ
- SQTE-172 昨日までは、優等生。清く淫らな制服エッチ
- SQTE-173 S-Cute自ら出演応募してきた素人美少女デビュー！ Hina
- SQTE-174 女の子だってエッチがしたいんだもん
- SQTE-175 大好きなカノジョをハメ撮りしちゃいました。
- SQTE-176 清純な彼女のエッチな好奇心
- SQTE-178 黒髪ロリ美少女がときどきオトナの顔をする
- SQTE-179 オトナ可愛い女子とのSEXが気持ちいい理由
- SQTE-181 イマドキの清楚な美人って、実は淫らで敏感
- SQTE-182 自然体で感じる姿がエロ過ぎる女の子しかも巨乳
- SQTE-183 制服姿のカノジョをハメ撮りしちゃいました
- SQTE-184 ロリでパイパンな美少女が、エロ過ぎてけしからん
- SQTE-185 覚えたての快感。色白で控えめな彼女の奥ゆかしいエッチ体験
- SQTE-186 愛おしい彼女と、いつもより大胆で興奮しちゃうエッチ。
- SQTE-188 美少女はちょっとスケベなくらいがちょうどいい。身も心も素直な女の子のSEX事情
- SQTE-189 エッチなお姉さんをハメ撮りしちゃいました。
- SQTE-191 彼女はピュアでスケベ過ぎる。無垢な美少女の本気SEX
- SQTE-193 等身大の天使　しなやかで瑞々しい美人の素のセックス
- SQTE-194 小柄な美少女のエッチな生態
- SQTE-196 引き締まった美体があまりに敏感な美少女のSEX事情
- SQTE-197 彼女ともっと仲良くなるじゃれあいラブラブSEX
- SQTE-198 快感に溺れるということ。イマドキ美少女の淫らな素顔
- SQTE-199 恥ずかしいくせに、エッチが大好きな女の子
- SQTE-200 あべみかこ✕S-Cute　自然体の彼女がエッチで可愛い!
- SQTE-202 敏感すぎてごめんなさい。全身性感帯みたいな美少女のエッチな日常
- SQTE-203 やらしい癒し。ふわふわおっぱいお姉さんの温もり感じるエッチ
- SQTE-204 照れる彼女をハメ撮りしちゃいました。
- SQTE-205 スケベでキレイなおねえさんのセックスの愉しみ方
- SQTE-207 恋と言うには気持ちよすぎる。清らかな美少女と甘い仲良しセックス
- SQTE-209 小柄な体に秘めた性欲が止まらない。恥じらう清純美少女の淫らな本性
- SQTE-210 大好きなカノジョをハメ撮りしちゃいました。美少女のエッチな素顔があらわになる密着イチャイチャプレイ
- SQTE-212 ココロが求め合う　うれしはずかし快感SEX
- SQTE-213 その美少女、敏感につき。快感が止まらない女の子のエッチな生態
- SQTE-214 大好きなカノジョをハメ撮りしちゃいました。色白美女が素直なキモチをさらけ出す濃密な情事
- SQTE-215 オトコゴコロに火をつけちゃうフェロモン女子のエッチな願望
- SQTE-216 おねだりがエロ過ぎる清楚系スケベ美少女の素直な性欲
- SQTE-217 大好きなカノジョをハメ撮りしちゃいました。じゃれてるうちに快感が止まらなくなってしまう美少女とみだらな行為
- SQTE-219 恥ずかしいけれど、気持ちいいが止まらない。照れても体は正直なお淑やか娘のエッチな日常
- SQTE-220 半分、清らか。半分、淫ら。あどけない美少女のピュアでエッチなSEX
- SQTE-221 おちんちんを前にすると燃えるタイプ。自分で腰振って、ビクビク感じて、何度もイっちゃう女の子
- AVOP-435 4時間まるごと美少女　可愛い子が感じて、喘いで、イク!AVの基本ここに完成!
- SQTE-222 SEXの温度　美乳な美少女のぬくもりを感じるエッチ
- SQTE-223 性欲が強めな女の子は好きですか?エッチで幸せを感じる美女のSEX事情
- SQTE-224 大好きなカノジョをハメ撮りしちゃいました。愛嬌あふれる美少女と、甘くとろけるエッチなひととき。
- SQTE-225 5分前までピュアでした。淫らな自分を解放していく純真美少女
- SQTE-226 またがり上手　エッチなことが好きな美女の快楽の求め方
- SQTE-227 恥ずかしいけど敏感すぎてアソコが濡れちゃう女の子しかもパイパン
- SQTE-229 キレイでかわいい美人のカラダを味わうぬくもりSEX
- SQTE-230 清楚な顔してイキまくる敏感美女のセックス事情
- SQTE-231 彼女たちは中でイキたい。おち○ぽで奥まで突かれるのが大好きな美少女
- SQTE-232 カラダは口ほどに物を言う、エッチな気持ちが隠しきれない清純美少女
- SQTE-234 やさしく触れてくれますか?ほがらか美少女のエロスがむき出しになるSEX
- SQTE-237 スレンダーなのに出るとこ出てる美ボディ。突かれるほどに心から感じる美女が、エロ過ぎてけしからん
- SQTE-239 脱ぐとケモノ　脱ぐと獣な美少女たち
- SQTE-240 柔肌敏感少女　敏感美少女
- SQTE-241 オ○ンコクチュクチュ純情少女
- SQTE-242 私、最近SEXにハマってます。
- SQTE-243 快楽のとりこ
- SQTE-245 欲情日和
- SQTE-246 あどけない美少女をホテルに連れ込みイチャイチャハメ撮りSEX!エッチに興味津々過ぎて、スケベな姿を撮られてるのにエロエロモード全開で感じまくり!!
- SQTE-249 エッチを愛してやまないハニカミ美少女
- SQTE-250 私のSEX偏差値　エロの成績が良すぎる制服美少女
- SQTE-251 キュートな美少女とイチャイチャハメ撮りSEX!2人きりのプライベート空間で、オマ○コをトロトロに濡らしまくってハメまくり!!
- SQTE-252 大人しそうな女の子ほど、オ○ンコがいつも濡れてるって本当ですか?
- SQTE-254 恋がしたくなるエッチ
- SQTE-255 美少女の素顔丸出しプライベートSEX!イチャラブなハメ撮りエッチが気持ち良すぎて膣が締まりまくりイキまくり!!
- SQTE-256 気持ちいいこと教えて
- SQTE-257 恥じらいの奥の快感
- SQTE-258 結局、本能に逆らえない
- SQTE-261 美少女のスケベな素顔丸出しハメ撮りSEX!エッチが気持ち良すぎてエロ顔晒して乱れまくり!
- SQTE-262 癒し系スケベ娘、発情中。
- SQTE-263 繋がって悦ぶエッチな天使
- SQTE-272 もし男を自由に使っていいと言われたら

　（KIRAY）シリーズ
- KRAY-001 イケナイことしてあげる
- KRAY-005 美体の誘惑
- KRAY-006 甘いささやき
- KRAY-007 みだらなカラダ
- KRAY-008 身も心も満たす情熱的SEX
- KRAY-009 愛情に濡れて、淫情に溺れる。
- KRAY-010 情欲の引き出し方
- KRAY-011 欲しがる本能
- KRAY-012 美巨乳の誘惑　バスト90越えのエロおっぱい美女の卑猥なカラダを味わい尽くす！
- KRAY-014 本能のままに欲情する美体　色気あふれる美女がキレイな体を揺らし乱れる情熱SEX
- KRAY-015 そそる下半身　思わずバックで打ちつけたくなるグラマラスな美尻美女と興奮SEX
- KRAY-016 綺麗でふしだら。フェロモン溢れる美女がスケベな体で貪欲に求めすぎる誘惑SEX
- KRAY-018 上品なエロス漂う色白お姉さんの濃密SEX
- KRAY-020 性欲に素直なカラダ　快感求める艶かしい美女のたしなみ
- KRAY-021 性欲が理性を支配する。スケベな体でおもてなしする美女の誘惑SEX
- KRAY-023 おっぱいに溺れる。Hカップを超える美巨乳お姉さんの愛欲溢れるSEX
- KRAY-025 とろけるしあわせ。恍惚の表情で乱れる美女と生々しい性の香り漂うSEX
- KRAY-030 おチ○ポ大好き美女

### 【OPPAI】
- PPPD-673 がむしゃらにHカップおっぱいを愉しむデカ乳マニアックス　桜木セイラ
- PPPD-701 彼女が家族旅行で一週間留守にしたので彼女の巨乳女友達に中出ししまくりました。　香坂紗梨
- PPPD-712 パイズリしながらチンしゃぶ狭射フェラチオホールドで寸止め亀頭責め　Hitomi

### 【お夜食カンパニー】
- OYC-077 当然、勝手にAV化!イケメンの友達がほろ酔い状態の女の子を僕の部屋に連れて来た!………超過激でHな王様ゲームが始まちゃて...巨乳OL編4
- OYC-079 昼勤はマジメな看護師が、夜勤の時は病院内で格安でヌいてくれるデリヘル看護師だった!
- OYC-090 「兄嫁はボクの言いなり!!」………ボクに弱みを握られいつでもどんな時でもエッチな命令に逆らえない!
- OYC-095 当然、勝手にAV化!イケメンの友達がほろ酔い状態の女の子を僕の部屋に連れて来た!………超過激でHな王様ゲームが始まちゃて...巨乳OL編5
- OYC-099 素人男女観察!モニタリングAV男女の友情徹底検証!!酔っ払って終電を逃した仲良し男女限定!（恋人同士では無い）一晩何もせずに過ごしたら賞金20万円!!
- OYC-101 ボクの美人過ぎる義母はド淫乱ペット!父親からこっそり寝取ってます!その一部をみんなに見せてあげます!
- OYC-102 見なきゃよかった...結婚間近の彼女のバイト仲間との飲み会映像2
- OYC-106 素人男女観察!モニタリングAV男女の友情徹底検証!!酔っ払って終電を逃した仲良し男女限定!（恋人同士では無い）お酒を飲みながら二人きりの王様ゲームをやって一晩何もせずに過ごしたら賞金20万円!!
- OYC-108 素人男女観察!モニタリングAV男女の友情徹底検証!!友達同士の男女限定!ふたりきりの飲み会でお互いに知られないようにミッションをクリアすれば賞金100万円!
- OYC-110 「起きろ...オレ!」寝落ちしたボクだけが知らなかった、結婚間近の彼女と一緒に参加したバイト先の飲み会寝取られ映像。
- OYC-111 知らなきゃ良かった!妻のハメをはずした衝撃のドスケベ同窓会映像!!
- OYC-115 これも寝取り??結婚2年目になる超まじめで悪い言い方をすると面白味のないつまらない妻が………大学時代にサークルの飲み会でノリで複数の男たちと楽し気に乱交に興じているビデオを見つけてしまった!!
- OYC-117 寝落ちしたボクだけが知らなかった、妻と一緒に参加したBBQの寝取られ映像。
- OYC-119 私が離婚を決意した妻の大乱交ビデオ。
- OYC-122 超イケメンがナンパしてきた家出中の女子校生を何度も何度も皆で輪姦しちゅった激ヤバ動画
- OYC-123 死んでもみたくなかった!結婚間近な彼女のバイト仲間とのBBQ映像3
- OYC-125 ノリが超絶良かったから勝手にAV化しちゃいました!………最後はギャルと乱交しちゃいました!!
- OYC-126 「起きろ...オレ!」寝落ちしたボクだけが知らなかった、結婚間近の彼女と一緒に参加したバイト先の飲み会寝取られ映像。2
- OYC-129 当然、勝手にAV化!イケメンの友達がほろ酔い状態の女の子を僕の部屋に連れて来た!………超過激でHな王様ゲームが始まちゃて...10
- OYC-133 見なきゃよかった...結婚間近の彼女のバイト仲間との飲み会映像4
- OYC-134 素人男女観察!モニタリングAV兄妹の兄妹愛徹底検証!!普段は絶対話さない「初体験」や「性感帯」を兄が妹から聞き出し妹が答えられれば賞金!を差し上げます!
- OYC-135 ヤリマンが1人いるだけで全体のセックスのハードルが一気に下がる説は本当だった!
- OYC-140 スパリゾートで浮かれまくってるOLグループをイケメンの友達がナンパしてボクたちの部屋に水着姿で連れてきた!!
- OYC-142 寝取られているのに気付いてなかったバカなボク。結婚間近な彼女が元バイト先の仲間とBBQに行って以来、気付かないうちに何度も何度も寝取られていた!
- OYC-144 単身赴任中のボクに送りつけられたのは、超清楚だった妻が会社の部下に寝取られ快楽堕ちしてしまったヤリマン化映像!
- OYC-149 男子禁制と決めたのに...。女子二人のルームシェアで飲み会！男を連れ込むヤリマン女子ともう一方はウブな上京したての女の子!
- OYC-151 唇まで3センチの距離が理性を壊す!まったく意識していなかった女友達（友達の彼女、彼女の友達...）がセックスの対象に!?
- OYC-155 始発まであと3時間。送別会二次会で家に連れ込んだ近々結婚しちゃう女友達を口説き落とす隠し撮り。
- OYC-160 父親が再婚した相手はボクの元セフレしかも元ヤリマン!!
- OYC-164 素人男女観察!モニタリングAV男女の友情徹底検証!!男女の友達同士でソープ体験してみませんか!?
- OYC-167 イケメンの友達がボクの家に泥酔して終電を逃し行き場を失った女子大生2人組みを連れて来た!
- OYC-168 ネットで知り合った女の子に媚薬を飲ませたらアヘアへイキまくり!
- OYC-181 ヤリマンの姉をヤリチン男友達から奪いボク専用ヤリマンに!ボクの姉は引きこもりのボクにも優しくて真面目で清楚。だけど姉は実は誘われたら断れないヤリマンだったのです。
- OYC-184 気付いたらヤラれてた…。自業自得のヤリコン参加!!私が彼氏に振られて落ち込んでいるのを見かねた女友達(＊私から見てもヤリマン)が私のために飲み会を開催!!
- OYC-185 どう考えてもこれって誘ってる?マンションの内見にモデルルームに行ったら隙だらけの巨乳不動産レディがパンチラ胸チラボディタッチ連発!
- OYC-186 中古下着買取ショップの高価買取オプションの秘密。
- OYC-188 素人男女観察!モニタリングAV上司と部下の上下関係を徹底検証!!『上司と部下で王様ゲームしてみませんか?』飲み会帰りでホロ酔い気分の上司と部下の2人きりで賞金付き王様ゲームにチャレンジしてみませんか?
- OYC-189 始発まであと3時間。送別会二次会で家に連れ込んだ近々結婚しちゃう女友達を口説き落とす隠し撮り。
- OYC-191 ヤリチンの友達と可愛い女の子のエッチを覗いていたら…!?ヤリチンの友達の自宅に招かれたボクは、なぜかクローゼットに隠れるように言われ…。
- OYC-192 見るんじゃなかった…。結婚で寿退社するボクの彼女の送別会映像
- OYC-194 素人男女観察!モニタリングAV兄と妹の絆を徹底検証!!『兄妹で水着でお風呂に入ってみませんか!?』背中洗いミッション、全裸ミッションで賞金も高額に!
- OYC-200 素人男女観察!モニタリングAV男女の理性を徹底検証!!「赤の他人とひとつのベッドで寝てください!」朝まで何もしなければ賞金ゲット!
- OYC-202 死んでも見たくなかった!結婚間近な彼女のバイト仲間とのBBQ映像　全員巨乳ver
- OYC-203 結局女の子はヤラレまくるゲストハウス誰かと繋がりたい!新しい刺激が欲しい!
- OYC-208 やっぱりヤッてた!合宿免許飲み会乱交!
- OYC-210 地元の超怖い先輩に彼女を差し出し撮影までさせられたボク…。
- OYC-218 30歳過ぎたパートのおばちゃんと旦那が出張でいないお宅で2対2の宅飲み!!久しぶりに若い男との飲みでテンションが上がりまくり!
- OYC-219 合コンで知り合った清楚美人女子たちを誘って浮かれ気分で宅飲み!のはずが…実は清楚美人たちは飲めば飲むほど肉食になる超酒豪ドS女子だった!?
- OYC-222 学生時代に妻をイジメていたイジメっ子たちにその代償を払わせてやる!ボクの妻は小さな頃から気が弱く学生時代はずっとイジメのターゲットにされていた。
- OYC-224 『何でオレの事ふったの?』黙ってオレと付き合っていればこんな事にならなかったのに…彼氏が居ぬ間の半日凌辱!
- AVOP-436 ボクの家がパーティ会場と化し、めちゃ可愛い女子たちとヤリまくり!!「パーッと盛り上がろっか!!」同級生が突然言い放ったこの一言でボクんちは大変な事に!?
- OYC-226 スポーツジムのロッカーでインストラクターにセクハラをくり返された女性。
- OYC-227 友達と飲み会後、終電を逃して家に泊めた親友の彼女。
- OYC-229 ボクはもうこれ以上イジメられたら学校に行けない…。だから義理のお母さんを差し出すのでこれ以上ボクをイジメないでください!
- OYC-230 素人男女観察!モニタリングAV上司と部下の絆を徹底検証!!初めてのソープランド体験!!上司との絆を深めるために混浴してみませんか!?
- OYC-232 ネットで見つけた高額治験バイト。薬を飲んで数日部屋で過ごすだけの楽ちん過ぎる内容。と思っていたら、なぜか意味もわからず部屋には女の子と2人きり!?
- OYC-233 親友の寝ている横で親友の彼女を酔っぱらった勢いで押し倒し強引に中出し寝取り。
- OYC-237 妹の水着撮影会で稼ぐ兄。優良顧客には裏サービスとしてお触り禁止を解除!さらには盗撮映像をAV化させてしまう鬼畜兄。
- OYC-246 部屋にあいた覗き穴からいつも妹を観察している引きこもりのボク。だけどある日、彼氏とのエッチ中の妹はボクと目が合うと余計に感じ始めて…?
- OYC-248 出張先の温泉宿で出張マッサージを呼んだら白い施術着から下着が丸見え!
- OYC-253 ムカつく女子社員を睡眠薬で眠らせてハメまくり!出張先の旅館でも説教してくるパワハラ女上司&馬鹿にしてくる後輩女子社員に睡眠薬を飲ませてチ○ポをブッ挿してやりました!!
- OYC-254 素人男女観察!モニタリングAV初めてのじっくり勃起見学!!目隠しした欲求不満男子の願望叶えられたら高額賞金!!
- OYC-256 会社の飲み会後、終電を逃して家に泊めた同僚であり親友の彼女。
- OYC-257 超生意気なバイト先の後輩女子を宅飲みに誘ってその様子を動画配信!
- OYC-261 バイトを寿退社する先輩の送別会で…結婚間近の先輩を飲ませて、その気にさせて男たちでヤッちゃう!
- OYC-262 「あの女ムカつくからヤッちゃっていいよ」嫌いな女を男友達に売る怖い女
- OYC-266 オモチャのように扱われ、好きでもない男にひたすら輪姦される女たちは、抵抗するのをあきらめ、ただただ時間が過ぎるのを待っている…。
- OYC-267 仲良し夫婦3組が嫉妬につぐ嫉妬で、楽しかったはずのBBQがまさかの泥沼スワッピングに!
- OYC-269 社員旅行で酔っ払い、説教ばかりしてくる独身アラサー女上司に逆ギレ挿入!社員旅行で温泉宿に泊まることになった女上司とボク達2人。
- OYC-270 「夏くらいはハメを外して楽しい思い出を作りたい!」と思っている夏祭りでナンパ待ちしている浮かれた浴衣女子を家飲みに誘ったら簡単についてきたけどまさかのエッチはする気無し!!
- OYC-272 色々な男たちとSEXしまくる事を何とも思わない無感情女たちは男に言われるがまま股を開く…
- OYC-275 友達の彼女を押し倒し強引に中出し寝取り。犯されたことを言ってしまうと彼氏に嫌われて振られてしまうと思った彼女は、「私さえ黙っていればと」何も言えず。
- OYC-277 妹がチ○ポ狂いになるまでの話
- OYC-280 嫌われる事を極度に恐れ、SEXする事でしか必要とされてると感じない女はどんな男でも断らず誰とでも何度でもヤリまくる!
- OYC-281 友達と飲み会後、終電を逃して家に泊めた親友の彼女。2
- OYC-282 両親がいない三日間、大好きな妹を監禁拘束して犯し続ける
- OYC-284 童貞と巨乳若妻を水着で混浴させたらどうなる?数々のエロミッションで勃起しまくりの童貞に若妻は?

### 【KANBi】
- DTT-013 現役小学校教員リアル再現ドキュメンタリーVTR　一ノ瀬あやめ
- AVOP-455 桃子、48歳にしてAVへ。　菊市桃子
- DTT-031 某有名百貨店受付嬢　男に尽くし溺れる「超ご奉仕人妻」桜庭みなみ　AVデビュー
- DTT-037 ローカルテレビ局総括プロデューサー　淫獣妻42歳　設楽アリサ　AVデビュー
- DTT-039 桃子、49歳にして恋をする。　菊市桃子

### 【ぐりーんあっぷる】
- GAPL-001 狙いは深夜のネットカフェ!泥酔カップルを見張って彼氏がいないおよそ20分間のインスタント寝取り!!
- GAPL-002 ネットの噂は本当だった!治療ついでにヌイてくれる「医学部女子大生」ばかりが働く人気接骨院!
- GAPL-032 Gスポ生ピストン。「おちんちんから早くアツいのほしい」と射精するまで離さない懇願だいしゅきホールド。
- GAPL-037 潜入!やれると噂のメンズエステうっすいスケスケ衣装で全身モミモミしてくれて紙パンツからはみ出したおち○ぽも優しくご奉仕マッサージ!「誰にも言っちゃだめですよ」と言いながらも自分から挿入して中出しを求めるドエロなエステティシャン!
- GAPL-047 「イッた事ある?」遊びに来た先輩がボクの彼女を誘惑。目を離すと「仁王立ちクンニ」された彼女がまさかの「イ・レ・テ!」唖然とした僕の目の前でお構いなしの中出しセックス。
- GAPL-052 僕の精処理を手伝ってくれる義母に寝バック中出しSEX

### 【コスモス映像】
- HAWA-125 寝取らせ検証「夫婦のセックスを記念に残すはずが代役との疑似SEXに…」プライベートAV制作で他人棒をオマ○コに擦られ続けた妻はその後浮気してしまうのか?
- HAWA-128 寝取らせ検証「綺麗な裸を残しておきたい」メモリアルヌード撮影で共演した夫よりも若いモデルの他人棒を見て愛液を垂らした妻はその後、SEXしてしまうのか? VOL.4
- HAWA-140 寝取らせ検証「綺麗な裸を残しておきたい」メモリアルヌード撮影で共演した夫よりも若いモデルの他人棒を見て愛液を垂らした妻はその後、SEXしてしまうのか? VOL.5
- HAWA-146 寝取らせ検証　ベッドの下からNTR鑑賞　出張に行ったはずの私がベッドの下に隠れているとは知らず妻は部下(偽物)に抱かれてしまうのか?
- HAWA-148 寝取らせ検証「綺麗な裸を残しておきたい」メモリアルヌード撮影で共演した夫よりも若いモデルの他人棒を見て愛液を垂らした妻はその後、SEXしてしまうのか? VOL.6
- HAWA-157 寝取らせ検証「綺麗な裸を残しておきたい」メモリアルヌード撮影で共演した夫よりも若いモデルの他人棒を見て愛液を垂らした妻はその後、SEXしてしまうのか? VOL.7
- AVOP-457 寝取らせ検証「綺麗な裸を残しておきたい」メモリアルヌード撮影で共演した若いモデルの他人棒を見て愛液を垂らした妻はその後中出ししてしまうのか?
- HAWA-177 寝取らせ検証「綺麗な裸を残しておきたい」メモリアルヌード撮影で共演した夫よりも若いモデルの他人棒を見て愛液を垂らした妻はその後、SEXしてしまうのか? VOL.8
- HAWA-195 ヤリマンに憧れて… 一日で何人もの男とエッチしまくりたい経験の浅いオクテ妻 ひかるさん34歳

### 【ゴールデンタイム】
- GDTM-018 親に隠れてこっそり兄妹近親相姦
- GDTM-094 親に隠れてこっそり兄妹近親相姦3
- GDTM-110 「問題解けたらエッチなご褒美ね」僕の家庭教師は超スケベなパンチラ先生!
- GDHH-009 親に隠れてこっそり兄妹近親相姦5
- GDHH-013 巨乳娘Yシャツ引きちぎり痴漢
- GDHH-023 情けない弟ために催眠術にかかったフリをしてあげる優しいお姉ちゃん!
- GDHH-026 禁断の手マンでヤリマン妹緊急発情!
- GDHH-030 本当にあったHな都市伝説
- GDHH-036 ラッキー過ぎるスケベ体験!　放課後の図書室編
- GDHH-044 姉と弟の「イケない関係」～姉弟11組の禁断の近親相姦～
- GDHH-053 巨乳すぎる先輩と奇跡の中出し3P!小心者で超奥手のボクに千載一遇のチャンス到来!!
- GDHH-056 「VR」でAV見てたらバーチャルリアルな映像が、まさにベリーリアル!な実体験に!?
- GDHH-060 一般男女痴漢モニタリング
- GDHH-062 お兄ちゃん聞いて!なんか…私のカラダ変なの!?
- GDHH-063 親に隠れてこっそり兄妹近親相姦8
- GDHH-067 30歳も年の離れた年上の男性と結婚した私…。
- GDHH-068 普段は強気な義理のお姉ちゃんと超密着で変な雰囲気に!!
- GDHH-070 突然できた家族が裸族で困ってます!!
- GDHH-072 義理の妹2人の重ねマンにW大量中出しで妊娠確実!?
- GDHH-073 おっぱいマッサージより乳首イジリに夢中になっちゃった妹がエロ過ぎる件!
- GDHH-075 出張でいないと聞いていた旦那が一日早く帰ってきた!?ボクも奥さんもほぼ丸裸状態のときに!?
- GDHH-077 「初めてが私みたいなおばさんで本当にいいの??」友達のお母さんで最高の童貞喪失!
- GDHH-083 親に隠れてこっそり兄妹近親相姦9
- GDHH-084 とにかく優しくて気が弱い巨乳ナースが患者のセクハラで淫乱ドMナースに豹変!?
- GDHH-087 一生の不覚!?まさかのお姉ちゃんの超美乳で勃起するなんて!!ある日、無防備な格好のお姉ちゃんの乳首を目撃してしまいました!
- GDHH-090 隣に住む可愛い女子大生がストーカー化した元カレから逃れるため童貞のボクに恋人のフリをして欲しいとお願いしてきた!?
- GDHH-092 いくつになっても無邪気なイタズラ（プロレス技・電気あんま）をしてくる幼馴染に勃起しまくり!!!
- GDHH-093 無防備パンチラに勃起していたらまさかの神展開!?足湯!学校!階段!ロッカールーム!カワイイのにちょっとドジっ子な女の子が無防備にパンチラしまくり!
- GDHH-094 嘘でしょ!?なんで全裸になったの!?注文と全然違う商品が届いたので電話で怒鳴りつけてやったら、超カワイイ女性事務員さんがクレーム対応で家まで来てくれた!
- GDHH-096 超巨乳過ぎる義母にフル勃起!!何度も何度も中出し!父の再婚でボクに若い義理のお母さんが出来た!早く仲良くなりたい義母の提案で家族で温泉旅行に行くことに!
- GDHH-099 親に隠れてこっそり兄妹近親相姦10
- GDHH-102 成人した妹が初めての飲酒で泥酔&超暴走!?理性を失くしてドスケベ娘に豹変!!兄のチ○ポを欲しがり、まさかの近親相姦中出し!!
- GDHH-104 旦那に隠れて義理の息子とこっそり家庭内不倫
- GDHH-105 父の再婚で新しくできた義理のお母さんは美人で巨乳で超過保護!ボクを本当の息子のように可愛がってくれて、なんでもお世話してくれるんです!
- GDHH-106 『くしゃみ』で性格豹変!?真面目な女性がくしゃみをしただけで超ヤリマン娘になっちゃった!?
- GDHH-108 欲求不満な奥様を勝手にドスケベモニタリング!
- GDHH-109 おしっこしていたらいきなり女子○生!?公衆トイレに出没する家出ヤリマン女子○生は、男子トイレにやってきた男をパンチラや胸チラで誘惑して性欲も財布の中身も満たしていた!?
- GDHH-110 親が再婚して出来た義理のお姉ちゃんは超ヤリマン!事あるごとにボクの童貞チ○ポにイタズラを仕掛けてくるんです!
- GDHH-111 「ダメッ!やめなさい!!それ以上したらしたくなっちゃうから…!!」ヤリチン男子の生徒指導をすることになった真面目な女教師は、男子生徒からのセクハラ行為を本気で断ることができず…
- GDHH-113 「ごめんなさい…。精子が欲しかっただけなんです…!!」精子が欲しくてたまらない変態ラブホ清掃員
- GDHH-118 引っ越したマンションになぜか可愛い女の子が次々とやってくる!?前の住人の彼女だという女の子たちは『引っ越したなんて知らない!』といきなり大号泣!
- GDHH-131 何をやっても続かない姉が、禁酒・禁欲・ダイエットに挑戦!!だけど誘惑に我慢できない姉はストレスが溜まりすぎて…ボクの体で全ての欲求不満を解消しようとチ●ポを欲しがってきた!
- GDHH-134 やっぱりギャルてエロすぎるっ!!親の再婚で突然できた義理の妹はまさかのギャル!?
- GDHH-135 親に隠れてこっそり姉弟近親相姦
- GDHH-136 『お兄ちゃん!私の処女を今すぐ奪って!』ボクの妹は背伸びをしたい年頃で、本当は処女のくせに見栄を張って友だちの前では嘘の自慢話でヤリマンぶっています!
- GDHH-138 ボクの夢が現実に!?優し過ぎる巨乳義母!父の再婚で、突然できた義母は超巨乳で超美人!そして超優しい!
- GDHH-140 めちゃくちゃ巨乳をアピールしてるくせにガードの固い女性社員を媚薬漬け!!
- GDHH-147 「わたし、人に見られた方が興奮するんです…!」セックスを他人に見られた方が興奮する変態娘たち!
- GDHH-149 推定Fカップ以上の谷間を強調し過ぎる巨乳美女は、急に襲われると声がでなくなるほどパニックに!助けを求めたくても声が出せない!
- GDHH-150 全て新作!撮り下ろし!4作品同時収録!合計11人収録!8時間2枚組
- GDHH-151 2作品同時収録!酔うとエロくなる女SP!「酔うとしたくなっちゃうの」6人収録!
- GDHH-158 義妹の乳首に絆創膏!?ボクの義妹はいつも胸元がゆるい服を着ていて乳首が丸見え！と思ったら乳首に絆創膏!?
- GDHH-159 結婚前夜、大好きな姉に喉奥イラマ大量発射!大好きだった姉が明日結婚!!他人の女になってしまう姉と最後の夜、ボクの想いを告白すると断りながらも優しく抱きしめてくれた姉。
- GDHH-162 縦四方固めピストン騎乗位で抜かずの3連続中出し!!
- GDHH-166 親に隠れてこっそり兄妹近親相姦11
- GDHH-168 もう死んだってかまわない!超ラッキーの連続で巻き起こるスケベ過ぎる一日!鼻血が止まらないくらいの夢のエロハプニング続出!11
- GDHH-173 ボクのペットは可愛い子猫ちゃん！子猫ちゃんはとてもお行儀が
- GDHH-174 勝手にイキ方検証！AVでよく見るあのプレイをやってみた！！もうどうなっても構わない！大好きなあの子のイキまくっている姿！イキ様が見たい…
- GDHH-175 『待って！ダメ！声出ちゃうから！』美巨乳すぎるマッサージ師と素股でヌルズボッ！神展開！マッサージ師さんは美人で超巨乳！しかも派手な下着が…
- GDHH-176「中に出すまで逃さない！」排卵日限定！妊娠したくてたまらない！若妻からの壁ドン！床ドン！受精ハードピストン！！
- GDHH-176 「中に出すまで逃さない！」排卵日限定！妊娠したくてたまらない！若妻からの壁ドン！床ドン！受精ハードピストン！！
- GDHH-184 エロ過ぎる！ラッキー突き出し尻にもう我慢の限界！！我も忘れてチ●ポ挿入＆中出しに美女も興奮！？逆にチ●ポを求められてハメまくりの神展開に…
- GDHH-188 彼氏の横で義姉を寝取ってしまったボク！再婚した両親が新婚旅行！？超可愛い義理の姉と1つ屋根の下で1週間2人きり生活！のはずが、義姉の彼氏が…
- GDHH-191 「本物のセックスとは中出しって聞きました！」彼氏ができて以来、性に超貪欲になった真面目な学級委員長が登校拒否中のボクの家にやってきて彼氏は…
- GDHH-192 ボクのチ○ポを挿れるまで帰してくれない！？超欲求不満の巨乳兄嫁がボクに乳首こねくり舐めまわし騎乗位！急用と聞いて兄夫婦の家に呼ばれたボク…

### 【JET】
- NKKD-014 胸糞注意　オタクな僕に超可愛い彼女が出来たのですが先日その彼女を同じ大学のイケメン拓哉君にクドかれるも彼女はチャラい男は嫌いと言っていたので信じていたら不条理なイケメン特権で結局お持ち帰りされてしまった時の話です　あおいれな
- NKKD-026 胸糞注意　ブサメンの僕に大学の漫画サークルで超可愛いBL好きの彼女が出来たのですが先日それを同じ大学のリア充イケメン拓哉君に軽いノリで口説かれてしまって不条理なイケメン特権で結局お持ち帰りされてしまった時の話です　麻里梨夏

### 【SENZ】
- SDDE-448 「常に性交」メイドリフレ
- SDDE-452 「常に性交」ビキニマッサージ4
- SDDE-458 「絶対3連射!!」神テク回春マッサージサロン
- SDDE-497 裏手コキクリニック～完全版～　性交クリニック夜勤熟女編
- SDDE-515 「常にふたりで」乳首責めメンズエステ
- SDDE-596 「制服・下着・全裸」でおもてなし　またがりオマ○コ航空11

### 【SOSORUxGARCON】
- GS-033 図書館で働く真面目な女性…と思ったら、エプロンの隙間から見える超ミニスカートからのパンチラが僕をソソる誘惑!!
- GS-043 街で見つけたソソるお姉さんに、………男性向けの本格的ドエロビデオをみせたら、どん引きされると思いきや、メチャクチャ発情してミニスカの隙間からベチャ濡れパンツが丸見え!
- GS-058 東京のソソる女上司はセクシーでエロすぎる!!
- GS-071 泌尿器科のソソる看護師にフル勃起!
- GS-073 図書館で働く真面目な女性…と思ったら、エプロンの隙間から見える超ミニスカートからのパンチラが僕をソソる誘惑!!2
- GS-076 陸上部女子のレーシングブルマにソソられていた僕はこっそりリモバイを仕込んでみた!
- GS-077 レースの黒パンツが落ちていた。ラッキーと思って拾ったら、目の前にソソるノーパン親戚のお姉さん。
- GS-079 同じクラスのギャルにお金がないからと強制援交!?同級生に強制援交させられた僕
- GS-089 本場なしの風俗に行ったら、何とお相手は昔同級生の優等生な女の子!
- GS-102 上司の娘がソソるピチピチブルマ姿で会社に訪ねてきた!
- GS-107 サボりにきて保健室で僕の目の前に飛び込んできたのは、パンツ丸出しで熟睡してる女子生徒!!
- GS-111 就職もしないで東京で遊んでる兄の元に田舎からソソる妹がたずねてきた
- GS-116 日頃、高飛車な先輩女子社員が実は超ドMだった!!
- GS-121 地方出張の楽しみは仕事終わりのマッサージ!今回訪れたマッサージ店で現れたのはシングルマザー巨乳マッサージ師!
- GS-126 友達の家で男2人寂しく宅飲み。女の子と話す機会がないと愚痴っていたら、いきなり部屋にギャルが現れた!
- GS-127 初めて来た教育実習に戸惑う、真面目だけどソソる女先生。
- GS-129 夏の水泳授業で水着を忘れてしまった女教師、生徒のスク水を借りたけど、むちむちボディが強調されてエロ過ぎる!
- GS-134 ソソる美女のクリトリスに強引に媚薬クリーム塗りたくったら、………失禁オナニーしだしたから、介抱するふりしてチ○ポ挿入!!
- GS-135 ソソる高飛車女子社員を媚薬でおとす!
- GS-138 成長期なのに家の中を半裸でウロウロする妹!
- GS-139 ノーパン黒パンストのソソる女子新入社員は1人羞恥プレイで仕事しながら密かにアソコを濡らしてる!?
- GS-146 超ミニスカ女子が都会で野ション!それを目撃し戸惑いながらもソソられた僕。2
- GS-156 最近社内結婚したあの子が急に色っぽくてソソられる!
- GS-158 柔らかそうなソソる巨乳の先輩女子社員!
- GS-162 同期入社は憧れのソソるあの子を何度誘っても全く無視されるモテない俺。
- GS-164 教室で1人勉強していると、突然僕の目の前に足をガクガク腰モジモジさせながらソソるブルマー女子が現れた!?
- GS-185 憧れの先生が上はスーツ、下はブルマでオナニー!?2
- GS-186 ヤリたくてヤリたくてしょうがない同期入社のソソる不倫女子社員
- GS-187 真面目なはずの女子生徒のいけないHな噂を耳にした教師の私は、女子生徒を放課後呼び出して指導!してたのですが…急にソワソワし始める女子生徒。
- GS-189 チ○ポに興味津々のソソる同級生!僕がトイレで小便をしていると間違えたフリをしてソソる同級生が入ってきた!?
- GS-190 発情が連鎖していき校内のいたるところでソソられハメまくり現象!?久しぶりの学校で若い男子の臭いに友達のお姉ちゃんが発情!
- GS-193 俺たちのエロイ妄想あっちこっちで社内露出!ソソる露出女子社員にフル勃起!!ある日突然俺にだけ女子社員が全裸に見え始めた!
- GS-195 彼氏のお見舞いにやって来たソソるミニスカ女子。その彼氏は下半身が骨折したらしくエッチ不能、それに比べて俺は退院間近で性欲ギンギン!
- GS-200 白ブラウスからビン立ち乳首がスケスケのノーブラ女子社員!!
- GS-201 息を殺して大興奮!雑魚寝痴漢　民泊格安旅行中の男達に1組だけ混じっているカップルの彼女がノーブラ&ミニスカートでソソられまくり!
- GS-204 放課後2人だけで居残り勉強をしている僕とクラスの女子。用事があって一旦教室を離れ戻ってきたら…
- GS-206 生まれて初めて風俗に行きドキドキして待っていると現れたのは同じマンションに住むソソる女の子!?
- GS-207 暑い夏休み、いくら家の中だって言っておれがも俺がいるのに服を脱いで半裸でうろつく妹!
- GS-208 両親が出かけている間に昼寝している妹の生足と食い込み白パンツにソソられまくり思わず勃起!!
- GS-211 都会で1人暮らしをしているボクの家を、親戚のソソる女子がホテル代わりに居候!?
- GS-217 友達の家へ遊びに行ったら出かけていたので、ちょっと待たせてもらうことに。するとソソるレオタードでエクササイズ中の友達の姉に遭遇!!
- GS-218 彼女に振られて旅館に一人でお泊り。……布団を敷きに来たソソる仲居さんがその姿を見てムラムラ…そのまま仲居さんと濃厚ファック!?
- GS-228 ソソる女子に人気の整体院には訳がある…どんな女もソノ気にさせる開脚メコスジマッサージにパンツの上から糸を引くほど濡れちゃった女たち
- GS-233 ブラウスが裂けそうなほどのセクシー巨乳で男子生徒たちに超人気のソソる女教師!怒られてもイイから揉み倒したい!!
- GS-239 独身で1人暮らしの寂しい生活の中、マンションでよく見かけるソソる可愛い女子。
- GS-243 パンツ丸出しで玄関に倒れている隣のお姉さん!?毎日すれ違う同じマンションに住むソソる美人のお姉さん!
- GS-249 新しく始めた仕事は1人寂しく社内を見回りする会社警備。そんなある日、薄暗い中響いてくる…アエギ声…?
- GS-250 いつも階段ですれ違うソソるミニスカおねえさんのパンチラがセクシーすぎて毎日の楽しみ!ある日、仕事帰りにオイルマッサージに行くと…なんとあのミニスカのお姉さん!!!
- GS-257 マンションの同じ階に住む可愛いソソる巨乳女子!声をかけたくてもかけられない臆病なボクだけど、ある日その女子が玄関前で泣いている場面に遭遇!!
- GS-258 社内サイレント痴漢　狙った女子社員を皆でやれば怖くない!
- GS-260 本屋で立ち読みする制服姿の女子○生の短いスカートにソソられ思わずパンチラ盗撮。
- GS-263 病院の待合室で診察を終えて出てきたミニスカ娘の様子がおかしい…何かの薬でぼーとしているのか、かなりフラフラ&無防備にパンツ丸出し!
- GS-268 自宅に呼んだマッサージ嬢がオバサンかと思いきや、まさかのめちゃ若くてしかも可愛いんです!
- GS-270 夫婦共働きで散らかり放題の我が家で家事代行サービスを頼んだら、予想に反して可愛い家政婦さんがやって来た!!
- GS-274 田舎から上京してきたばかりのソソるウブッ娘女子社員。送迎会と称して社内の飲み会、王様ゲームで痴漢セクハラし放題。
- GS-276 妹に媚薬を飲まされ勃起チ○ポを観察されてしまった俺!
- GS-286 逆媚薬オマ○コ責め!!ソソるお茶くみ女子社員に媚薬を盛られフル勃起!!
- GS-295 イタズラ好きな新人女子社員がどんどんエロ過ぎるイタズラを!?
- GS-299 エゲツナイほどセクシーな営業女子が俺一人しかいない部屋に訪ねて来た!
- GS-303 いつも真面目なあの子はソソるお漏らし女子社員

### 【ソフトオンデマンド】
- SDMU-528 マジックミラー号　スポーツに打ち込みすぎて女心を忘れたノーパン・ノーブラ女子体育大生激イカセ雪溶け生潮大噴射10人10連発!!
- SDMU-645 マジックミラー号　花見でホロ酔い気分の大学生男女が“腰振り500回、挿入を我慢できたら100万円!”ローション素股ゲームに初挑戦!のはずが…ヌルっと生挿入真正中出し
- SDMU-647 コンドームなしでエッチな状況になったらどうなるのかをモニタリング　温泉街で声を掛けた大学生の友達男女が2人っきりで初めての混浴温泉………燃え上って一度射精してもおさまらず生ハメ生中出しに!!
- SDMU-657 コンドームなしでエッチな状況になったらどうなるのかをモニタリング　SOD説明会に来た大学生男女に選考の課題で「新しいフェラやクンニを開発せよ」………精子をマ○コに入れたまま家に帰るリクルートスーツの就活女子大生たち
- SDMU-660 一族のしきたり　通野未帆
- SDMU-669 マジックミラー号　夏だ浴衣だ野球拳だ!!花火大会へ向かう女子大生編パート2　賞金欲しさに参加したゲームでヒートアップしちゃったJD10名中6本番in池袋
- SDMU-672 繋がりヲタに狙われたメジャーデビュー直前のアイドルが参加したカラオケオフ会ビデオ　～スカウトから5年マネージャーが手塩にかけて育てた美少女はオタクを装ったDQN集団の肉便器になりました～
- SDMU-681 コンドームなしでエッチな状況になったらどうなるのかをモニタリング　団地に泊まろう!イケメン男優が「奥さんを見て勃起しちゃいました…」と近づいたらどうなるのか？………旦那が熟睡している1メートル横で生ハメ生中出し!
- SDMU-695 美熟マンションへようこそ～「艶住人」を独り占め～　五十嵐潤
- SDMU-731 マジックミラー号　胸元から覗くキレイな鎖骨!“おとな可愛い”オフショル女子の敏感美乳をこねくり回すオイルたっぷりリンパマッサージ!………10人6本番!in池袋
- SDMU-732 コンドームなしでエッチな状況になったらどうなるのかをモニタリング　恋人のいない女上司ｘ男部下ラブホテルで2人きりの状況に火が付き一線を越えてしまうのか?パート3
- SDMU-734 したがり若未亡人　AIKA　大槻ひびき
- SDMU-739 マジックミラー号　「スポーツ女子は締りが良い!?」腹筋陸上部女子が膣圧測定!キツキツマ○コはチ○ポを受け入れ真正中出し吸引発射!!
- SDMU-786 マジックミラー号　夫・妻の目の前で“100ピストンで絶対に破けるコンドーム”とは知らずに挿入を許しちゃう真正中出しドッキリ企画!生挿入とは気づかずに不本意に受け入れる寝取られ強制膣内射精!!
- SDMU-794 マジックミラー号　田舎からやってきた修学旅行生10名未成年には過激な保健体育の特別講義でキツキツおま○こに挿入!汚れなき10代乙女の顔に精子をダラっと発射!2
- SDMU-806 マジックミラー号　初めての膣内洗浄!女子○生にマ○コを洗うと感度が上がる!?過激な保健体育の特別講義でマ○コから大噴射!10人中10本番!
- SDMU-829 マジックミラー号　女子○生限定!豪華撮りおろし2タイトル収録8時間!田舎&都会で見つけた制服美少女総勢15人全員SEX成功&オール顔射スペシャル!
- SDMU-877 マジックミラー号　厳選真正中出し!素人美女7名が生SEXで何度も激イキ絶頂して、そのまま真正中出し240分!
- SDMU-904 2穴交互挿入アクメ自転車がイクッ!自ら新型開発の実験台となりイキまくった、編成部女子社員
- SDMU-920 続・マジックミラー号　ミラー号から降りてきた素人女性をま○こが乾く前にスタッフが再ナンパ!民宿に連れ込みSEXした記録映像　水着美女編
- SDMU-929 大人気AV女優　阿部乃みくのそっくりさんを見つけちゃいました!
- SDMU-932 最低な元カレに弱みを握られ旦那が出張中の3日間中出しされ続けた　加藤沙季
- SDMU-948 汁男優としてAV撮影現場に参加したボク!人気女優4名に惚れられて、撮影中に痴女られまくりハーレム!
- SDAB-035 青春時代　渡辺千沙19歳　色白パイパンドM少女「大好きな彼と相談してAV出演を決めました」
- KMHR-013 キミホレ　ウブっ子初イキっ!未成熟な体が快感に震える全力連続絶頂せっくす!　ふわり結愛
- KMHR-056 上京娘が汗を流しながら猛特訓!ひたむきに腰を振り続けるぶきっちょ騎乗位ピストン　水樹璃子
- SDMM-001 マジックミラー号　全国各地で見つけた本物芸能人級の素人娘にコスプレさせて、綺麗な顔を顔射で汚しちゃいましたSP　あなたの好きな子に似ていませんか?編
- SDMM-011 マジックミラー号　大学卒業式を終えたばかりの友達同士の男女が初乗車!Hなゲームでお互いのオナニーを見せ合ったら火が付いて“思い出SEX”までしてしまうのか!?4
- SDMM-024 パワーアップ!逆転マジックミラー号　「素人娘たちの大胆SEXを生で見たくないですか?」大人数に見られているとは知らずに激イキ姿を大胆に披露!
- SDMM-034 マジックミラー号　「エロいセフレを紹介してくれませんか?」街のチャラ男に聞いたらとんでもなくスケベな女がやって来た!
- SDAM-002 大学運動部の女子マネージャーが男子部員をヌキまくる!60分で射精させた数だけ部費獲得ゲーム!!
- SDAM-019 「あなたの奥さんナンパしても良いですか?」～愛する妻が寝取りのプロに狙われる72時間～
- SDAM-022 彼女のマ○コから溢れる中出しザーメン汁20mlの液量計を一杯にせよ!が一転寝取られ中出しゲームへ!
- SDNM-120 AV DEBUT　風薫る鎌倉で出会った微笑み美人。女としての夏がまた、始まる。　久保今日子　43歳
- SDNM-121 他人ち○ぽで何度も何度も膣奥を突かれ人生初の中イキ連続絶頂　第2章　竹内瞳　32歳
- SDNM-186 「旦那にバレてしまいました…」12年間住んできたマイホームを飛び出し湯けむり不倫逃避行「もうどうなってもかまわない…」妊娠覚悟旦那と息子も忘れて12年ぶりの中出し了承他人精子を何度も受精　34歳最終章　優木なお
- SDNM-206 愛する夫はアメリカ人、バイリンガルな国際結婚ワイフ。野々宮蘭　最終章　31歳
- STAR-932 手をぎゅっと握り目をじっと見つめながら彼女が犯されるのをただ傍観するしかなかった惨めなボク　戸田真琴
- STAR-940 SODstar　羽田あい　Re:DEBUT
- STAR-957 のぞき見している僕をニヤニヤ見ながら上から目線でセンズリ指令　紗倉まな
- STARS-012 唯井まひろちゃんタオル一枚男湯入ってみませんか?HARD特別編
- STARS-120 SODstar11　SEX　BUBBLE　PARTY　2019～プールで感度アゲアゲイキまくり編～
- STARS-160 SODstar 10 SEX AFTER PARTY 2019 ～クラブでハメハメヌキまくり編～
- STARS-197 同僚ティナが結婚するなんて許さない、洗脳エステで俺の思い通りにしてやる！ 七海ティナ
- SDJS-031 祝!決意のAV主演!SOD史上最も押しに弱い性格の女子社員宣伝部中途入社1年目　吉岡明日海

### 【TMA】
- 親の居ない日、僕は姉とむちゃくちゃSEXした。　きみと歩実
- 帰省して久々に会った姉と中出し性交　河音くるみ
- 童貞を殺す服の似合う美少女と中出し性交
- 日焼け跡の残る姪っ子近親相姦
- 両親の居ない日、僕は妹と精子が枯れるまで1日中ヤりまくった。　高杉麻里
- 両親の居ない日、僕は妹と精子が枯れるまで1日中ヤりまくった。　星奈あい
- 自撮りで本音丸出し一泊二日温泉旅行　裸のドキュメント。星奈あいってどんな娘?

### 【溜池ゴロー】
- MEYD-276 今日は孕むまでナカに出して…　清城ゆき
- MEYD-418 今日は孕むまでナカに出して…　篠田ゆう
- MEYD-501 友人の母　息子の友人に犯され、幾度もイカされてしまったんです…　神咲詩織

### 【ダンディ】
- DANDY-436 休憩中の1時間バイトくんと2人きり!女を忘れたパートの美人おばさんは息子ほど年の離れたイケメンチ○ポならセクハラされても嫌じゃない Vol.1
- DANDY-445 「おばさんで本当にいいの?」若くて硬い勃起角度150度の少年チ○ポに抱きつかれて看護師はヤられても本当は嫌じゃない Vol.4
- DANDY-456 休憩中の1時間バイトくんと2人きり!女を忘れたパートの美人おばさんは息子ほど年の離れたイケメンチ○ポならセクハラされても嫌じゃない Vol.2
- DANDY-465 終電を逃したホロ酔いハイテンションギャルをナンパして高級リムジンで送ってヤる
- DANDY-473 ナンパしても絶対無理な美人妻2人組をワザと痴漢師に襲わせて→助けて→ランチで距離をつめて→男の自宅まで誘って→ホロ酔いにさせて→ガードが緩い人妻のHを本命妻に覗かせたら→奥手の奥さんはSEXを受け入れるのか?
- DANDY-481 10周年記念「おばさんを興奮させてどうするの?」温泉スパでヤりまくりSPECIAL 自分の水着姿を見られ勃起した学生に抱きつかれても拒めない6人の妻たち
- DANDY-485 休憩中の1時間バイトちゃんと2人きり!大人の男に憧れる女子高生はイケメン大学生にセクハラされても敏感に反応して嫌じゃない
- DANDY-491 絶対に中出しできない不倫カップルで検証！若い男と不倫するおばさん妻にセックス中に必ず破けるコンドームを使わせたら中出しまでしてしまうのか?
- DANDY-507 「おばさんだって本当はヤりたいの!」暇はあるけど金がないタダチン狙いのおばさん集団が無抵抗の少年チ○ポをヤりまくる
- DANDY-519 「痴漢の快感が忘れられないでゴメンナサイ」いつも同じ時間同じ車両で痴漢される美少女女子高生は嫌がりながらも必ず勃起チ○ポを受け挿れる　私服女子高生Ver.
- DANDY-521 「騎乗位で3cmだけ挿れさせて!」患者にセクハラされまくりの夜勤専従看護師の巨乳姉が禁欲で勃起が収まらない弟の暴走チ○ポを声を押し殺しながら挿入!まさかの連続イキ!
- DANDY-522 「おばさんで本当にいいの?」若くて硬い勃起角度150度の少年チ○ポに抱きつかれて看護師はヤられても本当は嫌じゃない Vol.5
- DANDY-526 ダブルベッド近親相姦!間違えたフリしてダブルの客室を予約して側位状態で勃起させながら叔母さんと一緒に密着寝したら優しくヤられた
- DANDY-547 玄関開けたらバスタオル姿の専業主婦が仕掛ける（視線／モロ見せ／密着）欲情サインを見逃すな!　Vol.2
- DANDY-548 「こっそりコンドームをはずしてゴメンね」中出しの感触が忘れられなくて淫らになると生ハメ衝動が止まらない巨乳おばさん家庭教師
- DANDY-571 「もうちょっとでイキそうだったのに…」寸止め状態で痴漢を止められたOLおばさんは場所も気にせず近くにいたデカチン少年に何度も絶頂をせがむ
- DANDY-579 巨乳すぎて患者を勃起させてしまう悩める看護師SPECIAL 鉄板企画目白押し!「大きな胸でゴメンナサイ」6連発!!
- DANDY-585 「おばさんで本当にいいの?」若くて硬い勃起角度150度の少年チ○ポに抱きつかれて看護師はヤられても本当は嫌じゃない Vol.7
- DANDY-592 「私のパンツ見ながらシコってもいいよ」隣のお見舞いにきた彼女さんはパンチラで挑発するヤりたがり性欲女　VOL.1
- DANDY-596 「挿れるの3cmだけって言ったじゃん!」看護師の姉に騎乗位でアソコを擦りつけてもらうだけでは我慢できず奥まで突き挿したら…　VOL.1
- DANDY-604 「セックスなんて興味ないわよ!」と怒りながらパンツを濡らす欲求不満な教育ママは数年ぶりに見た勃起チ○ポを膣の奥まで何度も挿入したがる　VOL.1
- DANDY-607 「早漏の相談中に我慢できず暴発したら優しくゆっくり改善セックスしてくれた看護師さん」　VOL.3
- DANDY-609 両A面で寝とってヤる!「慌てて隠れた布団の中で勃起チ○ポが顔に密着した若妻は咥えずにはいられない!」　VOL.1　「入院してるカーテンの向こう側の彼氏に聞こえぬよう声を出させないスローグラインド性処理を強制された看護師」　VOL.1
- DANDY-616 「私で勃起しちゃったの?」包茎チ○ポから剥けチン勃起までを見た巨乳叔母さんは子供扱いしていた甥っ子とはいえ発情を抑えられない　VOL.2
- DANDY-627 「おばさん看護師の入浴介助スペシャル」VOL.2　透けパン尻で勃起した青年チ○ポを見た看護師が恥じらいながらも最後までヤらせてくれた
- DANDY-635 「隣のお見舞いにきた女子○生のパンチラで勃起したら咥えないフェラでねっとり抜かれて超敏感になった亀頭を無理やりジュポジュポお掃除フェラされた」VOL.1
- DANDY-653 「お見舞いにきた女子○生のパンチラで勃起したらねっとりフェラで30分間焦らされ激顔射!!」VOL.1
- DANDY-659 「初めてのホストクラブで女を忘れた地味おばさんはチャラ男チ○ポでセクハラされても嫌じゃない」VOL.1
- DANDY-675 「射精してくれると嬉しくなっちゃうです」清拭中に亀頭ばかり拭く看護師のチ○ポ扱いがエロすぎて何度も射精させられた　VOL.1
- DANDY-682 「真夜中の採精室でAV鑑賞2人きりの状況で勃起した患者チ○ポを握らされた人妻看護師はセクハラされても嫌じゃない」　VOL.1
- DANDY-696 「女上司に惚れられ過ぎて彼女がそばにいるのにコソコソ誘惑（胸チラ/尻見せ/超密着）されてヤられた」VOL.1
- DANDY-700 「『私の胸で勃起してくれるかな？』勇気を出して隠してきた巨乳を見せつけて好きな患者を誘惑する内気ナース」VOL.1

### 【痴女HEAVEN】
- CJOD-185 Iカップ巨乳エステティシャンのノーブラ誘惑射精マッサージ　凛音とうか
- CJOD-203 下着汗を嫌う従姉のびっちょり濡れ透けが誘惑的すぎた夏休み。　松本菜奈実

### 【DEEP'S】
- DVDMS-304 一般男女モニタリングAV　34歳以上の素人美人奥様限定!年の差があっても男女はキスだけで恋に落ちて初対面の相手とSEXしてしまうのか?　人妻x男子大学生編
- DVDMS-324 ザ・マジックミラー　顔出し!美人妻限定　清楚な奥様が初めてのデカチン3P体験編Wチ○ポに恥じらいつつもジワっと溢れる欲しがり汁!旦那を忘れ欲望のままに連続絶頂!!計12挿入!!in池袋
- DVDMS-420 一般男女モニタリングAV　銀座で見つけた美貌と品格を兼ねそなえる巨乳セレブ妻がイケメン青年と裸で密着体験!旦那とはご無沙汰な人妻は2人っきりの密室で年下男子のフル勃起デカチ○ポを押しつけられ愛液が溢れ出す!

### 【ナチュラルハイ】
- NHDTA-546 浴室の扉を開けたら清楚なお姉ちゃんがオシッコ中!初めて見た姉のオマ○コに欲情した弟は抑えがきかず禁断の近親相姦
- NHDTA-689 浴室の扉を開けたら清楚なお姉ちゃんがオシッコ中!初めて見た姉のオマ○コに欲情した弟は抑えがきかず禁断の近親相姦3
- NHDTA-782 姉を犯してしまったところを母親に見られ後戻りができず泥沼中出し親子丼
- NHDTA-845 修学旅行のバスの中で男子高生のお願いを断れず優しい騎乗位でこっそり中出しさせてくれたガイドさん2
- NHDTA-864 隣の男子校生のオカズにされていると気づいた人妻がその場で馬乗り逆即ハメ2
- NHDTA-865 デリヘルで遭った超怖い先輩の彼女さんが「内緒にして」というから…その場でも!先輩がいる時も!連日ハメまくった
- NHDTA-907 焦らし好きな友達の姉に乳首を責められながらの“スパイダー騎乗位”で生ハメされ我慢できず中出し!!
- NHDTA-921 先生とやりたい奴、全員集合!犯されて感じてしまったせいで男子生徒が大行列
- NHDTA-933 夫とのゴム付きSEXでも隣の部屋まで喘ぎ声が聞こえる兄嫁に無理やり生ハメしたらイキまくって失神したのでそのまま中出し
- NHDTA-963 息子の友達にゴムを取って無断で中出しされた感触が気持ちよ過ぎて超発情!自ら騎乗位で2度目の中出し!!2
- NHDTA-976 普通ハメでは無反応だった義理の妹がこっそり媚薬ハメしたらジワジワ発情!超敏感になって何度も絶頂!!
- NHDTA-985 激ピストン騎乗位アナル!隣の人妻に媚薬チ○ポで素股してもらったら間違って尻穴に入っちゃたけど腰振りを止めてくれず生中出し
- NHDTB-056 合コンで知りあった年下くんを1人暮らしする部屋にお持ち帰りして何度もラブラブSEXしたがる濃密お姉さん2
- NHDTB-070 焦らし好きな友達の姉に乳首を責められながらの“スパイダー騎乗位”で生ハメされ我慢できず中出し!!4
- NHDTB-076 フェラチオが好きすぎて挿入中もずっと舐めていたいドスケベ女のチンしゃぶSEX
- NHDTB-079 オマ○コでは無反応だった姉に間違えたフリしてアナルに挿入したら急に痙攣!何度も絶頂しても無視して突きまくって近親アナル中出し!
- NHDTB-111 入院中の性処理を母親には頼めないからお見舞いに来た叔母にお願いしたら優しい騎乗位でこっそりぬいてくれた16　中出しスペシャル
- NHDTB-137 浴室の扉を開けたら清楚なお姉ちゃんがオシッコ中!初めて見た姉のオマ○コに欲情した弟は抑えがきかず禁断の近親相姦4
- NHDTB-141 先生にバイブをパンスト固定され我慢し続けるが追い打ち媚薬でイキ崩れた女教師　先生の自宅へ“逆”家庭訪問2
- NHDTB-159 寝ている従妹の乳首をこっそりいじり続けたら隣の部屋に親戚がいるのに発情イキして挿入を求めてきた
- NHDTB-161 入院中の性処理を母親には頼めないからお見舞いに来た叔母にお願いしたら優しい騎乗位でこっそりぬいてくれた17　中出しスペシャル
- NHDTB-203 先生にバイブをパンスト固定され我慢し続けるが追い打ち媚薬でイキ崩れた女教師　先生の自宅へ“逆”家庭訪問3
- NHDTB-208 男子生徒に固定バイブ土下座でアクメ謝罪させられ学校で犯される女教師
- NHDTB-223 手錠の鍵はマ■コの中　半裸で拘束された女子○生に「鍵を取って下さい」と頼まれ!
- NHDTB-225 利尿剤を飲まされているとは知らず拘束された制服少女を助けようとしたら失禁しまくるので我慢できず…
- NHDTB-230 “触り合う”だけの約束だったのに我慢できなくなった姉弟の常に乳首いじり合い近親相姦SEX
- NHDTB-340 入院中の性処理を母親には頼めないからお見舞いに来た叔母にお願いしたら優しい騎乗位でこっそりぬいてくれた19　中出しスペシャル
- NHDTB-347 「久しぶりに一緒に入ろう」と誘ってきたお姉ちゃんとローション風呂滑る快感が理性を狂わせる密着お漏らしセックス2

### 【ナンパJAPAN】
- TNB-014 寝盗賊実験企画!「人は嫉妬心をあおられ続けたらどうなってしまうのか?」見知らぬ2組のカップルが出会って5分でパートナー交換!8時間限定密室同棲ゲーム!!
- NNPJ-285 ナンパJAPAN検証企画!女子大生限定!新勧帰りの女子大生3人組をラブホに連れ込みエッチなほろ酔い王様ゲーム!酔いも回って火照ったシロウトお姉さんたちとハメまくり乱交SEXパーティーしちゃいました!
- NNPJ-337 ナンパJAPAN検証企画!NTRモニタリングもしも自分の奥さんがイケメンカメラマンにナンパされたら旦那さんがモニター観察している中、ナンパ師に声をかけられた美人妻は中出しSEXしちゃうのか?

### 【バッドスターズ】
- BSTA-002 イケリーマンの後輩がヤンママと仲良くて俺んちに連れ込んだ!モテない俺は絶好のチャンスと酔わせて過激で卑猥なゲームを始めてみた…VOL.2
- BSTA-003 イケリーマンの後輩がヤンママと仲良くて俺んちに連れ込んだ!モテない俺は絶好のチャンスと酔わせて過激で卑猥なゲームを始めてみた…VOL.3

### 【ハンター】
- HUNTA-122 男は僕以外全員女性のシェアハウスで王様ゲーム!田舎から上京し、安いという理由で選んだシェアハウスの他の住人がまさかの全員女性!2
- HUNTA-123 「おばさんなのに、こんなキワドイ水着…私まだまだいけるかな?」父が再婚した義母が色気がありすぎて到底母親とは思えず毎日悶々としている。
- HUNTA-137 「ダメです!気持ちよくて抜くタイミングが分かりません!」スタイル抜群の巨乳美人家庭教師に抜かずの4連続中出し!
- HUNTA-149 「えっここでヤるんですか?」「怖いの?それとも私みたいな人妻には興味ない?大丈夫、絶対にバレないから!」最近、旦那とご無沙汰の若妻は20代の若々しい硬度200％のカッチカチの勃起チ○ポを見たら所構わず誘惑!
- HUNTA-159 学校の男子トイレで女子が立ちション!?学校の女子トイレが使用禁止となっている日におしっこが我慢できなくなった女子生徒は、迷った末に「漏らすよりはマシ!」と男子トイレに駆け込み小便器に放尿!
- HUNTA-173 イケメンのクラスメイトが彼女をボクの家に連れて来てホテル代わりにしている。そしたらなんとイケメンは彼女とボクがヤッているところを見たいと言い出した!
- HUNTA-175 「ラップ越しでいいからキスさせて!」「…それだったら…いいよ…」子供の頃から人見知りでいまだに童貞のボクが唯一話せる女子は超カワイイ幼馴染だけ。
- HUNTA-185 「知らなかった!義姉の真の姿!!」突然出来た義理の姉と相部屋!!超優しくて超まじめで面倒見の良い義理のお姉ちゃんが出来たと思ったら大間違い!!何と酒乱だった!!
- HUNTA-193 「お兄ちゃんダメだよ!ヤバい!挿っちゃうよ!」巨乳すぎる義妹は初めて見るデカチン勃起にガチ発情で素股はOK妹に!
- HUNTA-209 ディルドオナニーでイキ狂っている友達のお姉ちゃんを見てしまった!友達のお姉ちゃんが彼氏にフラれてディルドオナニーの虜に!?
- HUNTA-214 突然出来た2人の義理のお姉ちゃんはどっちがいっぱい中出しさせるか競い合うスケベ女!
- HUNTA-218 ヤンキー女子校生がパンチラ全開で電車を占拠!出張でド田舎の電車に乗ったら、地元のヤンキー女子校生に車両を占拠されていた!
- HUNTA-220 超絶倫巨乳少女!2突然出来た妹は超ヤリマン女子校に通う女子校生!
- HUNTA-224 「パンツの上からだったらオチ○チン挿していいよ」「えっ本当に挿れていいの?」「パンツの上からだよ!」
- HUNTA-232 男子禁制の看護師女子寮で男はボクひとりで他は全員欲求不満女子!
- HUNTA-238 超マジメでお堅い義理の姉の正体は、セックス狂いの超ヤリたがり獣欲娘!
- HUNTA-246 突然出来たビッチな義母と真面目な義妹で3P!父親の再婚でセクシー過ぎる義理の母と真面目でカワイイ義理の妹ができた!
- HUNTA-248 「何で動かすの!ダメでしょう!ダメダメ本当に挿っちゃうからダメ!!」ヌルっと生挿入で結局抜かずの4連続中出し!!
- HUNTA-253 オナニーしながら寝落ちの姉の股間には暴走固定バイブ?いつもは静かで真面目な姉の部屋から、「ウィーンウィーン」と妙な機械音がきこえてきた!
- HUNTA-257 親に隠れてコタツのなかで中で大胆近親相姦!妹がコタツで宿題をしているようだけど気が緩んで寝てしまったみたい。
- HUNTA-259 「おっぱいだけなら触ってもいいよ」厳しすぎる部活の優しすぎる女子マネージャー。
- HUNTA-260 真面目な義理の妹を犯していたらその現場を目撃したヤリマンの義理のお姉ちゃんは、怒るどころか発情してしまい次はボクの精子が無くなるまで何度も犯されてしまいました…2
- HUNTA-264 「先生が飲んだのは本当は媚薬じゃないよ。なのにそんなに乱れちゃってどうしたの(笑)」嘘媚薬で思い込み発情する隠れ淫乱女教師!
- HUNTA-265 いじめっこの提案でボクは空気になった。みんな自分がそうなりたくないから、ボクに話しかける人は誰もいない。
- HUNTA-270 超絶倫巨乳少女!3突然出来た妹は超ヤリマン女子校に通う女子校生!
- HUNTA-284 中出しレイプされた事実を忘れたい義母がボクと上書き中出しセックス!
- HUNTA-285 「ダメ!やっぱり裏切れない!あッダメ!挿っちゃう!擦り付けるだけの約束でしょう!」酔いつぶれて寝ている親友の横で、その親友の彼女と素股でヌルっと生挿入&生中だし!
- HUNTA-288 超絶倫巨乳淑女!2突然出来た義母は若くてスタイル抜群の30歳!
- HUNTA-294 久し振りに実家に戻ってきた都会暮らしのスレンダー叔母たちがスケベすぎてヤバい!
- HUNTA-295 超絶倫童貞少年!5もうヤメて!と逃げる義姉を追いかけハメまくる!
- HUNTA-304 「お父さんはセックスできないから…私と中出しセックスをして妊娠させて!」父親が歳の離れた若くてキレイな女性と再婚した!
- HUNTA-305 史上最高の童貞喪失!!
- HUNTA-307 超絶倫童貞少年!突然出来た妹は超ヤリマン!義理の妹ver
- HUNTA-312 超絶倫童貞少年!お隣の若妻さんver2
- HUNTA-314 人生初のおっパブでルールがわからず勃起チ○ポをまるだし丸出ししちゃったボク。
- HUNTA-317 肉欲どうて童貞ニートの中出し寝取り!2　会社を3日で辞めて実家暮らし童貞ニートのボク。
- HUNTA-318 「ダメダメ!そんなに腰を動かしたら挿っちゃいそうだよ!」「擦り付けるだけで我慢して??」何をしても決して怒らない超絶優しいお姉ちゃんに素股してもらってたらヌルズボで生挿入&生中出し!!
- HUNTA-322 超清楚でまじめな巨乳過ぎる義母が酔っ払ってヤリマン化!!酔っ払った巨乳過ぎる義母がエロ過ぎて誘惑に勝てず後生大事に守ってきた童貞が…
- HUNTA-325 「ヤリマン妹vs超絶倫童貞兄が兄妹喧嘩でまさかのセックスイカせ合い!?」
- HUNTA-327 実はドストライクだった妹との近親相姦!田舎に住んでいる妹が東京に住んでいるボクの部屋に遊びにきた!
- HUNTA-331 ウォータースライダーで水着が外れちゃっておっぱい丸見え!3　巨乳編
- HUNTA-335 兄公認寝取り!子種欲しさに兄嫁とボクが中出しセックス!後日こっそり非公認ラブラブセックス!
- HUNTA-336 超マジメでお堅い義理の姉の正体は、セックス狂いの超ヤリたがり獣欲娘!3
- HUNTA-337 超ラッキー!!カーテン開けたら向かいの部屋はナース独身寮!
- HUNTA-339 お茶でも誘うように「ちょっとヤッてく?」と言い放つ隣のヤリマン若妻!
- HUNTA-341 巨乳過ぎるお姉ちゃんが実はドストライク!!そんなお姉ちゃんと狭いお風呂で二人きりに!!なぜ、そんな事になったかって…?
- HUNTA-342 超絶倫巨乳淑女!突然出来た義母は若くてスタイル抜群の30歳!3
- HUNTA-343 「私みたいなおばさんが初めてで本当に後悔しない??」「全然、後悔しないです」＊即答
- HUNTA-347 「危険日だけど生でヤル勇気あるならしてもいいよ!」ちょっとお高くとまった魅惑の小悪魔ヤリマン義妹に危険日中出し!!
- HUNTA-349 コンドームを無断で外して勝手に生挿入!怒るどころか本気で超感じまくりのヤリマン義姉!
- HUNTA-354 超絶倫童貞少年!もうヤメて!と逃げる義姉を追いかけハメまくる!6
- HUNTA-359 「ほら!今、先っぽ挿ったでしょう!?ダメダメ!それ以上早く動かすと本当に挿っちゃうからダメ!」でもヌルヌルでズボ!結局、生挿入でうっかり生中出ししたらカニばさみロックで何度も中出し強要するド淫乱に豹変!!2
- HUNTA-371 「あっダメ挿っちゃうダメだって擦り付けるだけの約束でしょう」言葉とは裏腹に本音では挿れたがっている巨乳過ぎる義理の母と素股で生挿入で生中出し!!
- HUNTA-372 「おばさんだけど良かったら練習台にして思いっきりエッチして、何度失敗してもいいから…」父親が再婚してキレイで何をしても怒らない底無しに優しくて巨乳過ぎる義母が出来た!!
- HUNTA-376 実はヤリマン!?女だらけの保育士さんたちのシェアハウスで男はボク1人!?保育士をしている姉に呼ばれて行った先がシェアハウス。
- HUNTA-377 「ダメ、挿っちゃう!」「私にも、挿っちゃう!」義姉2人とW素股生挿入&生中出し!
- HUNTA-383 一度発射しただけじゃ足らない!酔っ払って動きは鈍いが感度が増した姉を追かけ回して何度も中出し!
- HUNTA-385 巨乳過ぎるお姉ちゃんが実はドストライク!!そんなお姉ちゃんと狭いお風呂で二人きりに!!なぜ、そんな事になったかって…?2
- HUNTA-386 「私みたいなおばさんが初めてで本当に後悔しない??」「全然、後悔しないです」＊即答2
- HUNTA-395 その突き出した大きくて柔らかそうなお尻はボクを誘っているの?小汚いワンルーム住まいのボクだけど、家政婦さんを雇ってみたらボクの部屋で2人きり!
- HUNTA-400 「そこ触っちゃダメって言ってるでしょう!!」ちょっと小生意気な義理の妹が乳首を触られたらエビ反ってしまうほど感じまくりの連続爆イキ!!
- HUNTA-402 「私…おばさんだけど絶対に良い思い出にしてあげるから童貞ちょうだい!!」ボクに突然30過ぎとは思えないほど綺麗でまだまだ女盛りのセクシーな義母が出来た!!
- HUNTA-406 「ボクのママ（義母）とセックスしてみてよ」「えっ!?いいの?」「大丈夫。コイツ（義母）ボクの言うことなんでも聞くから」ボクの新しいママは何でも言うことを聞く。親父が金持ちだからボクらには逆らえないみたい。
- HUNTA-408 「あっ!これ以上ダメ!挿っちゃうよ!お兄ちゃんもしかして挿れたいの?」「でもダメだよ!擦り付けるだけの約束でしょう??」巨乳過ぎる義妹と素股してたら結局ヌルっとズボ!生挿入&生中出し!!
- HUNTA-411 「いつでもヤラせてあげるよ」義姉2人が弟の童貞を奪い合い?
- HUNTA-412 幼馴染が同情からエッチ練習で尻コキ!…だけのはずだったのに!
- HUNTA-413 イってもイってもチ○ポを挿れっぱなしハードピストンで姉友を何度もイカせまくり!!2次元しか興味がないボクの部屋にやってきたのはヤリマン姉友!!
- HUNTA-415 エビ反りカニバサミロックで中出し強要!!「小さいけど私だってちゃんと感じるんだからね!」
- HUNTA-417 ふくらみかけの妹が超ドストライク!即フル勃起!!
- HUNTA-419 タイムリミット1時間中出し寝取り!彼氏が迎えに来るまでの1時間の間に何度も中出しして寝取っちゃいました!
- HUNTA-420 狂ったように巨乳を激しく上下に揺らすハード騎乗位で抜かずの4連続中出しを求めてきた巨乳義妹!
- HUNTA-422 バツイチアラサー女子しかいないシェアハウスに男はボク1人だけ!
- HUNTA-424 巨乳すぎる義母と狭いお風呂で二人きり!!
- HUNTA-428 「えっ、ダメだよ…!挿っちゃてるよ!!」幼馴染と素股をしていたらヌルっと生挿入でド淫乱化!高速グラインド騎乗位3連続中出し強要!
- HUNTA-430 ボクが貸したワイシャツをノーブラで着た女子とまさかの自宅で二人きり!
- HUNTA-431 そのプリンっと突き出したお尻にノックアウト!!超美尻いや神尻の義妹にバックで何度も中出ししちゃたボク!!
- HUNTA-433 「お兄ちゃんお願い動かないで!いいからこのまま挿れさせて!!」ボクが目を覚ました時には義妹が挿入0.5秒前!!
- HUNTA-435 童貞喪失!がまさかの寸止めストップで素股に格下げ!「お願いやめて!!ダメダメ!ダメだよお兄ちゃんそれ以上動かしたら本当に挿っちゃうよ!」でもどさくさ紛れで挿入したら中出しお願いモードに!
- HUNTA-438 「お兄ちゃんの好きにしていいよ!」全然お兄ちゃん離れしないクソ可愛い妹にぶっかけ三昧精子まみれ!
- HUNTA-440 「ひょとしてそのプルンっとつきだした突き出したお尻はボクを誘惑してるの??」2
- HUNTA-443 「私みたいなおばさんが初めてで本当に後悔しない??」「全然、後悔しないです」＊即答3
- HUNTA-444 義理の妹が突然、ボクのチ○ポにむしゃぶりついてセルフイラマ!我慢できずに小さな口から精液が大量逆噴射!
- HUNTA-445 「私、おばさんだけど…もしこんな私でよかったら失敗してもいいからいっぱいエッチの練習して!」と童貞君をセックスに誘ったら、久しぶりのセックスで爆イキ足ピーン痙攣!
- HUNTA-447 「ごめんなさい!あなた以外のチ○ポで感じてます…!!」新婚巨乳女上司が旦那に離婚確定の絶頂生電話中継!
- HUNTA-448 姪っ子のデカ尻がエロすぎて我慢出来ずパンティずらしハメ!実家に遊びに来た姪っ子は成長期でお尻が急激に大人びてきてボクの大好きなデカ桃尻に!
- HUNTA-449 乳首が超敏感美乳幼馴染は乳首いじりで失神寸前エビ反り連続爆イキ!!2
- HUNTA-454 乳首が透けるほどの超薄着なお隣の若奥様を見ていたらフル勃起!
- HUNTA-455 えっ!?マジで?ヤリチンの先輩のビッチなセフレはボクの姉だった!バイト先の先輩が見せてくれた最近出来たセフレの写メに写っていたのはボクの姉!?
- HUNTA-458 「みんなでヤッちゃっていいよ」ヤリマン女子が呼んだ何も知らないウブ女子もまとめて大乱交!!
- HUNTA-459 「おっぱいはさむだけならいいよ…!」親の再婚でできた義姉は服を着ていても分かるぐらいの超巨乳!童貞のボクは当然、目のやり場に困りまともに話なんかできません!
- HUNTA-461 「お兄ちゃん私の子供みたいな胸触ってどうするの??」超可愛くて最近、胸がふくらみ始めた女子○生の妹はボクの超どストライク!!性格もいいし優しいしとにかく可愛い!!
- HUNTA-465 義姉と1往復だけの模擬セックス練習のはずが…!突然出来た義理の姉は優しくてキレイでとても巨乳でお節介。ボクに初めての彼女が出来たと言うとお節介な義姉は一緒に初エッチのシミュレーションしてくれることに。
- HUNTA-471 「ねえ、おちんちんにもチューしてあげよっか?」昔からボクの事が可愛くて仕方なくていつまでも子供扱いする姉が久しぶりに実家に帰ってくると、余りの嬉しさからかほっぺにスリスリしてくるんです!
- HUNTA-473 「絶対許さない!私だって浮気してやる!」巨乳義母がマジギレで浮気の仕返しセックスをボクに求めてきた!
- HUNTA-474 「エッチしなくていいよ、擦るだけ…お願いお兄ちゃん」兄のことが好きな妹と近親素股!
- HUNTA-475 W巨乳おっぱい丸見えウォータースライダー!
- HUNTA-478 「声出ちゃうからゆっくり突いて!でも激しくしてお願い!」超スローなのにハードピストンで義母が爆睡してる父の横で連続爆イキ!!寝取りFUCKで父の横で何度も生中出し!!
- HUNTA-487 連続イラマで爆濡れ!?巨乳すぎる学校の先生がドMだった!クラスで「童貞」だとバカにされ、いじめられているボクに優しい先生は親身になって勇気づけてくれている。
- HUNTA-491 「えっ!?こんな所で何て事をするんだ!」いたずら好きの義理の妹に手をやいています!突然出来た義理の妹は自由奔放でエッチ好きな小悪魔タイプ!!
- HUNTA-499 「私、おばさんだけど触ったらその気になってくれるかな?」4
- HUNTA-503 義理の妹が突然、ボクのチ○ポにむしゃぶりついてセルフイラマ!2我慢できずに小さな口から精液が大量逆噴射!
- HUNTA-509 「ダメ!気持ち良すぎて腰が止まらない!!」義理の妹がこんなにもいやらしいなんて!!スケベすぎる義理の妹とまさかの3Pで上の口でセルフイラマしながら下の口では腰を上下に激しく動かす高速ピストンで乱れまくり!!
- HUNTA-510 「ダメダメ!その角度で動いたらアブナイ!!挿っちゃうよ!」巨乳過ぎる義姉と素股していたらヌルヌルでズボ!結局生挿入&生中出し!
- HUNTA-511 そのプリンっと突き出したお尻にノックアウト!!超美尻いや神尻の義姉にバックで何度も中出ししちゃったボク!!
- HUNTA-513 ダメ!!お兄ちゃんもう止めて!!お願い!壊れちゃう!何度もイっちゃてるから!もう許して!!イってもイってもイキ止まらないハードピストンでヤリマン女でもエビ反って悲鳴をあげるほど連続爆イキ!!
- HUNTA-518 「ねぇダメだよ!挿れようとしてない?ねぇ挿っちゃうよ!ダメダメ!私こんなんだけどさすがにお兄ちゃんとは…」巨乳でエッチすぎる妹と素股してたら結局ヌルっとズボ!
- HUNTA-519 発射!→バキュームフェラ→発射!「一体いつ終わるの?」エッチ終了直後のフニャフニャになっていくチ○ポを見た義母はバキュームフェラで何度も再起動させ即挿入を求める!
- HUNTA-521 「お兄ちゃん、もしかして私のこと避けてるでしょう?」「バカその逆だよ!どストライクなんだよ（＊心の声）」無邪気にボクに接してくる妹はボクの事が超大好き!!
- HUNTA-522 義理の姉に事故中出ししたらあまりの気持ちよさに、痙攣バタフライ絶頂!!童貞のボクに超優しくてヤリマンの義姉が出来た!
- HUNTA-526 「昔よく布団の中に一緒に隠れたよね!?今やるとちょっとドキドキするね…」幼馴染と布団の中で糸引くほどの激しい濃厚ベロチューキス!!
- HUNTA-529 「ダメダメ!ダメだよ!挿っちゃいそうだよ!ねぇ本当に挿っちゃいそうだからお願い止めて!擦り付けるだけの約束でしょう?」巨乳過ぎる家庭教師と素股していたらヌプヌプでズボ!気持良すぎて生挿入&生中出ししたらエビ反って感じまくって連続爆イキ!!
- HUNTA-537 「あ…ダメ!立ってられない!」超敏感ヤリマン義妹おっぱい鷲掴みでS字反り絶叫連続爆イキで腰砕け!
- HUNTA-538 「あっダメ!ねぇそんなにしたら挿っちゃう!」「姉弟だからねエッチはできないよ…素股だけの約束でしょ?」一人暮らしのボクの家に実家から泊まりに来た姉がボクのワイシャツ姿で素股していたらベチョベチョでズッポシ生挿入&生中出し!
- HUNTA-540 「ね～今どこ触ってるか分かる?そこ乳首だよ!」目隠し状態で義姉の乳首をこねくりまわしたら超感じまくり!!ちょっとエッチで超小悪魔的な義姉の提案でボクが目隠し状態で体を洗わせられることに!
- HUNTA-542 毎晩エスカレートする兄の夜這いぶっかけ行為に義妹も本気発情!
- HUNTA-545 「おちん○ん、喉の奥まで挿れたら気持ちいいのかな…?」幼馴染は喉奥が超性感帯!?今ボクは女の子にフェラチオをされています…。
- HUNTA-546 「お兄ちゃん手で我慢して!その代わりエッチしてるみたいにするから!!」最近、妹がどんどん可愛くなって来て困ってます。
- HUNTA-547 「恥ずかしいから…目隠ししてくれるなら…触ってもいいよ…」と超真面目家庭教師が禁断の妥協案!
- HUNTA-548 「待って!挿れるのはダメだって…!やだそんなに動かさないで!あっ挿っちゃう!」生意気で大嫌いな妹とひょんなことから素股していたらヌルヌルしだしてズボッ!結局生挿入!生中出し!
- HUNTA-550 「もしかして欲求不満!?その突き出したお尻でボクを誘惑してるの!?」入社したての新人OLはボク好みの清楚系ウブっ娘!
- HUNTA-551  デカチンハードイラマとデカチンハードピストンでドMな義妹がさらにボクにどハマり!
- HUNTA-552 欲求不満アラサー義姉がパンストカニバサミで強制中出し!突然できた義理の姉はちょっと年の離れたアラサーOL。
- HUNTA-554 「わたし…他のチ○ポも挿れてみたい!!」真面目過ぎる兄嫁が兄以外のチ○ポ初体験で淫乱モンスター化!
- HUNTA-555 性欲旺盛なひきこもりのボクは家から出られず妹にフェラをさせ続けています。
- HUNTA-558 妹の突き出したお尻に完全にノックアウト!!勃起チ○ポがパンツ越しにメリメリ突き刺さる!「お前こんなカワイイお尻してたんだ?!」
- HUNTA-561 「お兄ちゃんだけだよ。おっぱい褒めてくれるの」「お前だけだよチ○ポ褒めてくれるの…」大き過ぎる胸がコンプレックスの爆乳義妹と大き過ぎるチ○ポがコンプレックスの兄…。
- HUNTA-562 ホームシック寂しんぼう幼馴染と密着添い寝で勃起!!3つ上の幼馴染が上京して早1年。彼女は今、東京でOLをしています。
- HUNTA-567 朝起きたら布団の中に義姉が!しかも密着抱きつきで勃起が止まらない!寒いのに薄着で乳首がピン立ちしている義姉!
- HUNTA-569 「待って、挿っちゃう、それ以上動いたら…挿っちゃうから…お願いヤメテ…」という義姉と素股してたらズブリと生挿入!でも挿入しちゃったら「もっと動かして!もっと中に出して!」と…
- HUNTA-571 「フェラならいいよ」といつもフェラしてくれるちょいユルなクラスメイト女子はヤリマンそうに見えて実は…
- HUNTA-573 ボクが貸したワイシャツをノーブラで着た女子とまさかの自宅で二人きり!3
- HUNTA-576 怒りに任せて妹の口に勃起チ○ポをブチ込んだらまさかの神展開!!新しく出来た義妹はかわいい!しかし性格が最悪だった!
- HUNTA-577 「仕方ないな～パンツの上からだったら擦っても良いよ!」ヤリマン姉にパンズリさせてもらったら大量発射!ボクの姉は地元では有名なヤリマンで何人もセフレがいます。
- HUNTA-578 幼馴染企画3作品収録スペシャル(ヤリマン幼馴染とセックス練習&幼馴染がボクの知り合いのクズ野郎の彼女に!しかもクズ野郎はボクに幼馴染のエロい姿を見せつけ!そして…&幼馴染と度を越した痴漢撃退練習)
- HUNTA-580 義母の超敏感生乳首をこねくり回したらエビ反りながら連続爆イキ!!突然、ボクに若くて綺麗な義母が出来た!!
- HUNTA-581 「あんまり経験ないけど私でよかったらSEXの練習台にして…何度失敗しても良いよ…」超心優しいクラスメイト女子とSEX練習!
- HUNTA-582 「あっダメだよ!今挿れようとしてるでしょう?私声出ちゃうから挿れない約束でしょう?お願いやめて…でも…でも挿れたいならゆっくり挿れてね…」出張先の温泉旅館で巨乳女上司と素股!!
- HUNTA-583 どーーーしてもチ○ポが欲しい!!欲求不満のアラサー崖っぷち姉がボクに絡みつきアナコンダフェラ!!
- HUNTA-586 「お兄ちゃん!今日だけエッチな事教えてあげる!」ヤリマンの妹がボク専属のエッチ専門家庭教師に!?
- HUNTA-588 昔から知ってる近所の幼馴染がお泊りしに来た。幼馴染の両親が旅行に行きテスト期間中の幼馴染が一人では心配だと泊まりに来たのだが、成長しまくってる胸から目が離せない!
- HUNTA-590 超美尻がボクの目の前3センチ!!えっ!?そのプルンと突き出した綺麗すぎるお尻はボクを誘っているの?ボクに突然、可愛くて優しくてしかも美尻の義姉ができたんです!!
- HUNTA-593 「内緒にするなら、ちょっとだけエッチなことしてもいいよ」超カワイくて清楚な義妹がマ○コを触られ下品にガニ股イキ!
- HUNTA-598 乳首が超敏感美乳妹は乳首いじりで失神爆イキ連発!!ボクには仲良しの超可愛くて優しい妹がいます!!
- HUNTA-600 義姉のピタパン尻に大興奮でマーメイド連続爆イキするほど激しく突きまくり!スカートなんて履かない男っぽい性格の義姉だけど、色気を隠しきれないピタ尻が気になって仕方がない!!
- HUNTA-602 「なんで挿れようとするの?ダメ!挿っちゃう!」心優しい義母と素股していたらあそこがクチュクチュ濡れてきてヌルッとズボッ!結局生挿入&生中出し!
- HUNTA-605 「ちょっとお姉ちゃん!ボクのチ○ポで勝手に何やってんの!」酔っ払ったお姉ちゃんがボクにまたがり強制素股状態!しかもヌルヌルでズボッ!生挿入&生中出し!
- HUNTA-611 そのプリンっと突き出したお尻にノックアウト!!超美尻いや神尻の義姉にバックで何度も中出ししちゃったボク!!2
- HUNTA-613 「お願い離して!壊れちゃう～!!」無防備な義妹に我慢できず、足首ロックピストンでバックから何度も中出しし続けたら連続痙攣爆イキするほどの超敏感淫乱女に豹変!!
- HUNTA-614 「あっ!ダメ!我慢できない…挿れないって約束…私、守れないかも…」ヌルヌルでズボッ!巨乳過ぎる義母と素股してたら結局生挿入させられ何度も中出し!
- HUNTA-615 「全然足りない!お願いもっともっとエッチしよう!」恋人手つなぎホールドで何度も中出しを求めてくる超性欲モンスター幼馴染!?
- HUNTA-617 「私、おばさんだけど…絶対後悔させないからエッチしたいな…?」30歳越えたけどまだまだ性欲は収まらない私(無駄に巨乳)は旦那と3年以上もご無沙汰で超欲求不満!
- HUNTA-618 「く、苦しい!!えっ何?夢??」女性社員の大きな胸がボクの顔にムギュ!出張先の温泉旅館で巨乳女上司と一緒の部屋に寝ていたら大きな胸がボクの顔面直撃!
- HUNTA-619 「ダメ…動かしたら挿っちゃう…!」義妹と一週間の寸止め素股生活で我慢できなくなりヌルヌルズボッ!生挿入&生中出しでエビ反り連続爆イキ!
- HUNTA-621 「えっ!?何でそんな格好でお尻突き出してるの?誘ってるの??あっスタート練習か…」陸上部に所属しているボク。
- HUNTA-624 巨乳すぎる妹と狭いユニットバスで2人きり!二泊三日の生殺し生活に限界!実家から妹が上京、一人暮らしのボクの狭いワンルームに泊まるためにやってきた。
- HUNTA-626 部屋が暑すぎて超薄着になった妹の友達にフル勃起!夏休みに妹が友達を連れて帰って来たが、部屋のエアコンが壊れて温室状態に!
- HUNTA-627 無防備パンチラ!はわざと?2
- HUNTA-629 「お兄ちゃんだけだよ。おっぱい褒めてくれるの」「お前だけだよチ○ポ褒めてくれるの…」2　大き過ぎる胸がコンプレックスの爆乳義妹と大き過ぎるチ○ポがコンプレックスの兄…。
- HUNTA-630 ウォータースライダーで水着が食い込み!お尻がプリンっ!と食い込んじゃって!SNS映えすると噂の若い女子に人気のプールに行ったら美尻美乳巨乳が集まるプールだった!
- HUNTA-632 「ちょっと胸が当たってますけど…」超ドストライク過ぎる巨乳義母と狭いお風呂で二人きり!当然、ボクは超勃起!!
- HUNTA-634 「もしかして…誘ってるわけではないですよね?」コンビニでバイトしている若妻のピタパン巨尻がとにかくエロ過ぎる!!
- HUNTA-635 超絶童貞少年!もうヤメて!と逃げる義妹を家中追いかけまわして何度も何度もイラマチオしまくり!何度も何度も発射しまくり!
- HUNTA-636 ボクだけが知っている超可愛くて頭の良い幼馴染のエッチな秘密!
- HUNTA-637 家出少女だらけのシェアハウスに男はボク1人!?2　都内の一軒家を相続することになったボク。しかし部屋がもったいないので入居者を募集したら、家出少女がやって来た。
- HUNTA-638 全て新作撮り下ろし!自分の大きなオッパイにコンプレックスを持つ隠れ巨乳美女SP10人
- HUNTA-639 魔性のヤリマン女子○生との禁断の契約!!親は知らない…真面目女子○生のホントの姿はエッチが大好きな小悪魔ヤリマンだった!?
- HUNTA-643 海の家のバイトしたらラッキースケベだらけ!?今年の夏こそは彼女を!と思い切って海の家でバイトしたら、バイト仲間は超かわいい女子だらけで超ラッキー!
- HUNTA-647 超ドストライク過ぎる巨乳妹と狭いお風呂で二人きり!ボクには昔から超大好きな妹がいる。
- HUNTA-649 巨乳家庭教師の乳首はツンイキするほど超敏感!!ボクの家庭教師は巨乳でいつでもノースリニット!
- HUNTA-653 超絶倫童貞少年!もうヤメて!と逃げる巨乳義姉を追いかけ乳首をこねくり回しまくる!
- HUNTA-655 「ねえ、そんなに動かしたら挿っちゃうよ!ダメ、声がでちゃうから…!お願い…」巨乳ナースに素股をしてもらっていたらヌルっとズッポリ!
- HUNTA-658 「私、おばさんだけど触ったらその気になってくれるかな?」5
- HUNTA-659 女子校内で超絶大な人気を誇っている姉のおかげで、そんな姉を慕う後輩と毎日エッチなことをしています。
- HUNTA-660 「ごめん…寂しくて来ちゃった…」引っ越して遠くへ行ってしまったはずの幼馴染が突然ボクの家にやってきた!2
- HUNTA-661 「おっぱい触ってみたい…」「チューしてみたい…」「お尻触ってみたい…」「恥ずかしいから布団の中でならいいよ…でも二人だけの秘密にしてね…」
- HUNTA-663 「えっ!?もしかして挿れて欲しいの?」義母の突き出し尻オナニーに我慢できず挿入!新しく出来た義母は清楚で超がつくほどの美人。
- HUNTA-664 「お兄ちゃん、もしかして私のこと避けてるでしょう?」「バカその逆だよ!どストライクなんだよ(＊心の声)」3
- HUNTA-666 「あっダメダメ!お兄ちゃんダメだよ!そんなに動かして挿っちゃったらどうするの?」超ドストライクな巨乳女子に成長した気が弱い妹と素股していたらヌルヌルでズッポリ!!
- HUNTA-667 「えっ!これがブルマ?履いてみたい!ねえ、お兄ちゃん友達に見せたいから写真撮って!」妹の突き出したブルマ尻に興奮しまくるボクはもう我慢の限界!
- HUNTA-669 超生意気な同期の女子社員が実は超欲求不満!?ボクのチ○ポにツンデレイキ!!
- HUNTA-671 「私こんなスケベな女になっちゃった…幻滅した??」幼馴染が超絶痙攣イキ狂い!!
- HUNTA-674 父の再婚でボクに突然、義理の母親が出来た。しかもボクと一回りほどしか違わなくて若くて美人でしかも巨乳なんです。
- HUNTA-676 気弱な義妹のお口で喉奥ハードピストンイラマチオ練習していたらパンツにシミが出来るほどのビショ濡れ状態!!
- HUNTA-681 「ねぇ怖いから一緒に寝てもいい?」嵐の夜、気が弱い巨乳過ぎる義母と添い寝していたら我慢できずに思わず後ろから胸を鷲掴み!!
- HUNTA-683 超ド淫乱即フェラモンスター義姉に家中を追いかけまわされ何度も何度もフェラされてはごっくんされちゃいました。ボクに突然、超エッチなヤリマン
- HUNTA-685 「お兄ちゃん、そんなに乳首イジらないで…挿れたくなっちゃう…！」押しに弱い義理の妹に乳首イジり素股をしていたらヌルヌル！ズボッ！結局生挿…
- HUNTA-690 「ねえ、もっとエッチなことしなくてもいいの？お兄ちゃん…」エスカレートする妹の誘惑！妹はボクの事が大好きで、ボクが喜ぶ事は何でもしてくれます
- HUNTA-691 『そのプリンと突き出したお尻は間違いなく誘ってるよね？』ニーハイ×突き出し尻に完全ノックアウト！！学校をサボっていたら心優しいクラスメイト
- HUNTA-694 巨乳過ぎる姉と妹と一緒に温泉に入ったらまさかのフル勃起で近親相姦！3 家族旅行で久しぶりに一緒に温泉に入ったら姉と妹の胸が想像以上に巨乳
- HUNTA-695 『ちょっとお前、何してるんだよ！！挿ってるよ！どいてくれよ！』狭いお風呂でヤリマン義妹に壁ドン貼り付け立ちバックで何度も中出しさせられた
- HUNTA-696 「キスしてくれたら許してあげる！」超絶キス魔な従妹に興奮が抑えきれず…！？10年振りに会った従妹は驚くほど可愛くなっていたんだけど「私と
- HUNTA-698 「ねえ、挿っちゃうよ、義理とはいえ姉弟なんだからそれ以上はダメ…」「…だって一度しちゃったらもう止められないでしょ…」姉弟以上恋人未満の
- HUNTA-701 お風呂場で二人だけの秘密！『お兄ちゃん二人だけの秘密にして欲しいんだけど…（乳首）触ってみて…私…何か変なの…』毎日毎日おっぱいを洗
- HUNTA-702 「私じゃ勃たないのかな…？」自分に自信がない巨乳地味っ子幼馴染がエロ過ぎる相談！？ボクの部屋にやってきた地味っ子幼馴染が「私じゃ勃たな
- HUNTA-703 一分一秒がもったいない！！とにかくイチャイチャエッチがしたい！絶対に手を出してはいけない兄嫁と禁断の濃厚セックス！！共働きの兄夫婦と一緒に
- HUNTA-705 『もっと激しく喉の奥に突いて欲しい…』超真面目だと思っていた義妹の本性は実は超エロくてイラマされても更に激しさを要求するド淫乱女だった
- HUNTA-707 『胸が当たっているよ…』超巨乳過ぎる義母と狭いお風呂で二人きりでボクは超勃起！！突然出来た義母は若くて綺麗で超美巨乳！！しかも無防備＆
- HUNTA-709 そのプリンっと突き出したお尻にノックアウト！！超美尻いや神尻の義妹にバックで何度も中出ししちゃったボク！！突然できた義妹は可愛くて超美尻
- HUNTA-712 クラスのイジメっ子に四つん這い状態で無理矢理イラマされている幼馴染の無防備なマ○コに「バックから挿れろ！」と命令され中出しまでして
- HUNTA-714 ずっと憧れていたクラスのマドンナがまさかのキス魔！！●校時代ずっと憧れてたクラスのマドンナと同窓会で再会！！しかも二人で二次会！終電を逃し
- HUNTA-717 「私の方が大人だから、もっと咥えられるもん！」「私だったらもっと喉の奥まで挿れられるから！」仲の悪い義妹二人が競い合って連続セルフイラマで
- HUNTA-720 『私たしかにおばさんだけど、この胸触っても何とも思わない？』『お願い！私エッチ出来るだけで幸せなの！』突然出来た義理の母は超巨乳！！ボク
- HUNTA-722 『ねぇ～お兄ちゃんお布団に隠れてチューしよう！二人だけの秘密ならいいでしょう！？』妹とお布団に隠れてこっそりキス！！ボクには超カワイイ妹が
- HUNTA-726 「ゴメンね…チ○ポ挿れさせて欲しいの…」最低な彼氏の命令なのに逆らえず誰とでもヤル言いなり幼馴染！！ボクには真面目で可愛い幼馴染がいる
- HUNTA-727 『バカ野郎！そんなに激しく動いたら中に出ちゃうよ！』ドストライクに成長した妹のエロ過ぎる驚愕の腰使いで何度も中でイカされてしまった！！妹
- HUNTA-730 義妹を家庭内ストーカー！我慢できずに危険日中出し13連発！親が再婚し同じ家で暮らすことになった義妹。超タイプで仕草表情いちいち可愛い
- HUNTA-732 超小悪魔な巨乳義妹とお風呂で二人きり！！で大ピンチ勃起！！突然出来た義理の妹はとにかく胸が大きい巨乳ちゃんです！！普段から胸の谷間や胸の
- HUNTA-739 b 女子校内で超絶大な人気を誇っている姉のおかげで、そんな姉を慕う後輩と毎日エッチなことをしています。2 お嬢様校の姉は後輩から「お姉様」と
- HUNTA-740 『やだ～最悪！濡れちゃった…』『ウケる！下着透けてるんだけど！』『自分もじゃん！！』お姉ちゃんと女友達たちが酔っ払ってビショ濡れ下着スケ
- HUNTA-741 ボクの家がパーティ会場と化し、めちゃ可愛い色んな女の子と色んな所でヤリまくり！！「パーッと盛り上がろっか！！」同級生が突然言い放ったこの
- HUNTA-742] 新しく出来た義理の妹は、あまり男慣れしていなくてウブで超かわいい！ ある時リビングでうたた寝をしているボクを起こそうとボクの体をくすぐっ
- HUNTA-744 目の錯覚？マンションの外にタオル一枚の美女！？『えっ！？何でそんな格好？』『ごめんなさい…助けて下さい…』彼氏に部屋を追い出されたタオル
- HUNTA-745 『お兄ちゃん苦しいけど…気持ちいいよ…もっとして！』『私、クラスの女友達より遅れてるから色々と教えてほしい…』突然出来た義妹は歳が離れて

### 【フルセイル】
- NCN-001 中出し孕ませマンション
- UMI-002 美乳保育士温泉旅
- MCT-008 国際フェスで見かけたアオザイ娘。
- MCT-010 BBQを頬張るカノジョの性衝動がハンパない
- MCT-025 踊る大捜淫線 THE RENTAL ROOM4
- GES-001 ゲスの極み温泉　一組目
- GES-018 ゲスの極みホテル　三組目
- GES-039 ゲスの極みホテル　八組目
- CMI-001 ゲスの極み映像　一組目
- CMI-002 ゲスの極み映像　二組目
- CMI-003 ゲスの極み映像　三組目
- CMI-004 ゲスの極み映像　四組目
- CMI-005 ゲスの極み映像　五組目
- CMI-006 ゲスの極み映像　六組目
- CMI-007 ゲスの極み映像　七組目
- CMI-008 ゲスの極み映像　八組目
- CMI-009 ゲスの極み映像　九組目
- CMI-010 ゲスの極み映像　十組目
- CMI-011 ゲスの極み映像　十一組目
- CMI-012 ゲスの極み映像　十二組目
- CMI-013 ゲスの極み映像　十三組目
- CMI-014 ゲスの極み映像　十四組目
- CMI-015 ゲスの極み映像　十五組目
- CMI-016 ゲスの極み映像　十六組目
- CMI-017 ゲスの極み映像　十七組目
- CMI-018 ゲスの極み映像　十八組目
- CMI-019 ゲスの極み映像　十九組目
- CMI-021 ゲスの極み映像　二十組目
- CMI-022 ゲスの極み映像　二十一組目
- CMI-024 ゲスの極み映像　二十二組目
- CMI-025 ゲスの極み映像　二十三組目
- CMI-028 ゲスの極み映像　二十四組目
- CMI-033 ゲスの極み映像　二十五組目
- CMI-035 ゲスの極み映像　二十六組目
- CMI-038 ゲスの極み映像　二十七組目
- CMI-039 ゲスの極み映像　二十八組目
- CMI-042 ゲスの極み映像　二十九組目
- CMI-045 ゲスの極み映像　三十組目
- CMI-050 ゲスの極み映像　三十一組目
- CMI-052 ゲスの極み映像　三十二組目
- CMI-056 ゲスの極み映像　三十三組目
- CMI-062 ゲスの極み映像　三十四組目
- CMI-067 ゲスの極み映像　三十五組目
- CMI-071 ゲスの極み映像　三十六組目
- CMI-074 ゲスの極み映像　三十七組目
- CMI-078 ゲスの極み映像　三十八組目
- CMI-084 ゲスの極み映像　三十九組目
- CMI-089 ゲスの極み映像　四十組目
- CMI-094 ゲスの極み映像　四十一組目
- CMI-106 ゲスの極み映像　四十二組目
- CMI-112 ゲスの極み映像　四十三組目
- CMI-115 ゲスの極み映像　四十四組目
- CMI-026 ゲスの極み映像　田舎娘　一組目
- CMI-030 ゲスの極み映像　田舎娘　二組目
- CMI-031 ゲスの極み映像　田舎娘　三組目
- CMI-040 ゲスの極み映像　田舎娘　四組目
- CMI-044 ゲスの極み映像　田舎娘　五組目
- CMI-047 ゲスの極み映像　田舎娘　六組目
- CMI-055 ゲスの極み映像　田舎娘　七組目
- CMI-059 ゲスの極み映像　田舎娘　八組目
- CMI-109 ゲスの極み映像　田舎娘　九組目

### 【V&R PRODUCE】
- VRTM-343 興味本位で姉に媚薬を飲ませたら体液まみれで痙攣イキ!ボクの精子を絞りきるまで激しい腰フリで強制中出し!2
- VRTM-397 コタツの中でひっそり奥さんのマ○コに触れると糸を引くほど溢れ出す愛液!ご無沙汰過ぎて旦那が隣に居るのにも関わらず何度も悶絶絶頂!3
- VRTM-405 1人暮らしのボクの家にやってきたのはデカ乳の家政婦!母性溢れる巨乳に僕のチ○ポはフル勃起!責任を感じたのかまさかの優しい授乳手コキ!4

### 【プレステージ】
- ABP-286 犯されたアイドル　あやみ旬果
- ABP-418 僕と旬果の甘過ぎる社内恋愛SEXライフ
- SRS-046 シロウトハンター2　31　お客様もバイト仲間も虜にする純真美少女を色恋かまして口説き落とし初AV出演させた!!
- YRH-119 まんハメ隊Presents　噂のナンパスポット本当にヤレるのか!?検証しました。
- ABP-636 女子マネージャーは、僕達の性処理ペット。26　結まきな
- AMA-022 SEXの逸材。　VOL.22
- DNW-006 彼女が制服に着替えたら。　01
- ABP-745 【NTR注意】「気が狂いそうな」寝取られフル勃起4シチュエーション　NTR.02　里美ゆりあ
- ABP-768 人妻　里美ゆりあ　どエロい人妻妄想性活4シチュエーション　WIFE.01
- DNW-007 消し忘れたハメ撮り動画　01
- DNW-012 彼女が制服に着替えたら。　02
- DNW-042 既婚者限定交流会に参加する美人妻にAV出演ガチ交渉!!　01
- DNW-047 既婚者限定交流会に参加する美人妻にAV出演ガチ交渉!!　02
- ABP-794 人妻　愛音まりあ　どエロい人妻妄想性活4シチュエーション　WIFE.02
- MGT-051 街角シロウトナンパ!VOL.30　ガールズバー編
- MGT-056 街角シロウトナンパ!VOL.33　ハタチの女子大生が初飲みデビューしたら…
- MGT-077 街角シロウトナンパ!VOL.52　女子大生をガチ口説き。6
- NPV-022 軟派TV×PRESTIGE PREMIUM 17
- NPV-024 軟派TV×PRESTIGE PREMIUM 19
- CHN-167 新・絶対的美少女、お貸しします。　ACT.87　緒方エレナ
- CHN-175 新・絶対的美少女、お貸しします。　ACT.91　藤谷真帆
- ABP-832 着衣おっぱい妄想3本番　OPPAI　file.04　河合あすな
- ABP-842 彼女のお姉さんは、誘惑ヤリたがり娘。19　河合あすな
- ABP-849 噂の本番オーケー!?裏ピンサロ　08　河合あすな
- ABP-851 彼女のお姉さんは、誘惑ヤリたがり娘。20　藤江史帆
- ABP-859 顔射の美学　07　涼森れむ
- ABP-871 1vs1【＊演技一切無し】本能剥き出しタイマン4本番　ACT.16　河合あすな
- ABP-880 ひたすら生でハメまくる、終わらない中出し性交。　河合あすな
- ABP-886 噂の本番オーケー!?裏ピンサロ　11　野々浦暖
- ABP-890 働く痴女系お姉さん　VOL.10　春咲りょう
- ABP-901 彼女のお姉さんは、誘惑ヤリたがり娘。 22 彼女の家に遊びに行ったらお姉さんに迫られイケナイ関係に… 涼森れむ
- ABP-902 スプラッシュあすな　河合あすな
- ABP-914 河合あすながご奉仕しちゃう超最新やみつきエステ　46
- ABP-925 噂の本番オーケー!?裏ピンサロ　13　華嶋れい菜
- ABP-926 チート級にエロ可愛い河合あすなが全力で誘惑してくる夢の5シチュエーション
- ABP-934 密着ドキュメント　FILE.03　河合あすな
- DIC-061 健康美筋肉ボディ元プロアスリート　沢原佑香
- DIC-062 18歳と7ヶ月。　12　沖乃麻友
- BGN-056 新人プレステージ専属デビュー美女神、爆誕。　斎藤あみり
- FIV-054 思春期。　04

### 【マーキュリー】
- MEKI-006 VRでオナニーに夢中のお兄ちゃんの大きくなってるおチ○チンを近くで見ていたら、エッチな気持ちになっちゃって、悪戯しちゃって…お兄ちゃんとリアルにSEXしちゃった
- NANP-001 ぼっちナンパ!もう、おひとり様なんて言わせない!　2018年夏　湘南編　VOL.1
- NANP-002 ぼっちナンパ!もう、おひとり様なんて言わせない!　2018年夏　湘南編　VOL.2
- NANP-005 ぼっちナンパ!後編　2018ハロウィーンin渋谷　ニュースで話題になったあの日の夜も世界の波多野結衣様はナンパを継続!
- NANP-008 ぼっちナンパ!再開発の進む街　池袋東口は人でいっぱいなのになんで1人で居るんだろう…っていう素人娘をナンパしてSEXしちゃいました!
- NANP-010 リゾートビーチで遊んでる素人水着美女たちのお股のハードルを下げさせてSEXへ!火照ったカラダにチ○ポを突き刺せば、欲求不満だったのか激しく求めてイキ狂って絶頂!!

### 【マジック】
- TEM-003 逆媚薬!?欲求不満のいやらしい美人妻は、家にやってきた男に媚薬を飲ませては挑発し、何度も何度も中出しさせるのでした。
- TEM-016 困っている人を見るとほっとけない!!世話好き過ぎてなんでもしてくれちゃう隣の美人妻
- KKJ-031 本気口説き　カフェ店員・専門学生編
- KKJ-035 本気口説き　専門学生・女子大生編
- LEA-001 「すがる女と揺れる男」とある男のワルノリ隠し撮り投稿　case.1
- RIX-029 個室JKリフレ盗撮
- RIX-035 歌舞伎町セレブ淑女がハマるホストオイルマッサージ
- RIX-047 学園祭JKマッサージ盗撮
- HCM-002 クギづけ　目が奪われる瞬間　オフィス編
- HCM-010 「神・展・開!!」偶然見かけた「目が奪われる瞬間」に、その後があるとしたら…。5
- TEM-053 母の妹が泥酔状態で突然の訪問！無防備なカラダにイタズラすると…
- TEM-057 自宅でゆる～い格好をして過ごす美熟女妻は息子の友人を無自覚に挑発！
- NMP-051 美人妻限定!!ナンパ生中出しin 池袋
- NMP-052 美人妻限定!!ナンパ生中出しin 二子玉川
- KKJ-065 本気口説き………イケメン軟派師に口説かれる人妻編4
- KKJ-067 本気口説き………イケメン軟派師に口説かれる人妻編6
- KKJ-069 本気口説き………イケメン軟派師に口説かれる人妻編8
- RIX-056 ビジネスホテル出張マッサージ盗撮3
- TEM-077 募る欲求不満は爆発寸前!?オナニーが止められない人妻は更なる快楽を求めて人間バイブを発掘する!!
- KKJ-072 本気口説き………イケメン軟派師の即パコ動画(1)
- KKJ-073 本気口説き………イケメン軟派師の即パコ動画(2)

### 【MAX-A】
- XVSR-291 絶世の美脚美女の本当に気持ちいいイカせ中出しSEX 長瀬望美
- XVSR-377 誘惑する人妻たち ～投稿された素人体験談～ 大槻ひびき
- XVSR-392 大槻ひびきの乳首をずっと責めたらビクビク連続絶頂!!
- XVSR-458 僕の部屋に突然転がり込んできた元カノとの奇妙な同棲生活　彩乃なな
- XVSR-472 真正中出し3本番　彩乃なな
- XVSR-491 濃交　涼宮琴音の真正中出しSPECIAL

### 【マドンナ】
- JUY-296 妻が他人に抱かれてる…。～ねとりネトラレ寝取らせて～　佐々波綾
- JUY-341 ドキュメント!!才色兼備な人妻　若葉加奈はチャラ男に口説かれSEXしてしまうのか?
- JUY-422 母の友人　久保今日子
- JUY-431 ドキュメント!!美しすぎるカメラ女子人妻　最上ゆり子はチャラ男に口説かれSEXしてしまうのか?
- JUY-490 妻が他人に抱かれてる…。～ねとりネトラレ寝取らせて～　神宮寺ナオ
- JUY-495 ドキュメント!!妄想好きの人妻歯科助手　加瀬かなこはチャラ男に口説かれSEXしてしまうのか?
- JUY-503 母の友人　麻生まり
- JUY-589 妻が他人に抱かれてる…。～ねとりネトラレ寝取らせて～　一ノ瀬梓
- JUY-606 海水浴場沿いのコンビニ～狙われたビキニ人妻～　君島みお
- JUY-623 母の友人　友田真希
- JUY-656 「初めてが私で本当にいいの?」息子の親友の筆おろしをこっそりお手伝いする母　一色桃子
- JUY-657 愛しさに濡れた昼下がり～義母と息子の決して許されない背徳相姦～　大島優香
- JUY-699 妻の友人の乳首責めに我慢できず…暴発中出しエステサロン　日向うみ
- JUY-720 母の友人　川上奈々美
- JUY-732 僕の乳首を常に責めまくり、勃起させながら笑みを浮かべる人妻　水戸かな
- JUY-765 母の友人　水戸かな
- JUY-839 母の友人　白鳥景子
- JUY-865 夫は知らない～私の淫らな欲望と秘密～　北条麻妃

### 【MOODYZ】
- MIDE-517 ダメな夫のためにヌードモデルになった貞淑巨乳妻　JULIA
- MIAA-015 姉の挑発を真に受けた童貞弟がイッてるのに気づかず暴走ピストン　茜はるか
- MIAA-052 乳首イジりスパイダー騎乗位で連射中出し回春マッサージ　篠田ゆう
- MIAA-120 正解するたびにご褒美パイズリされる夏期講習　松本菜奈実
- MIAA-127 おねだりバックピストン　パンチラ挑発で勃起を誘うヤリたがり制服美少女　根尾あかり
- MIAA-171 催眠洗脳NTR 親友の彼女に催眠をかけてイチャラブ同棲ごっこをして孕ませまくった。 深田えいみ
- MIAA-191 おねだりバックピストン2 パンチラ挑発で勃起を誘うヤリたがり制服美少女 永瀬ゆい

### 【レアルワークス】
- REAL-684 新種媚薬の実験体にされたモルモット女 山井すず